# Kokárda

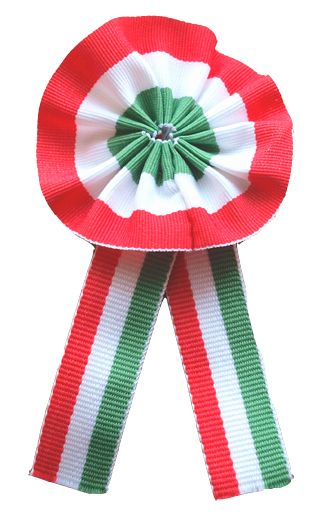
A történelmi magyar pántlikás kokárda mai változata, a vörös szín a rózsa kerületén helyezkedik el, utána pedig, befelé, a fehér és a zöld következik

A kokárda (szalagrózsa, szalagcsillag vagy háromszínű rózsa) eredetileg színes szalagból készített kör alakú, rózsadíszt szimbolizáló, eredetét tekintve főúri ruhadísz. Első ábrázolásai a 18. század közepéről ismertek, francia és angol festményekről. Noha eredetileg ruhadíszek voltak, a kokárdákat hamarosan különféle szervezetek azonosításra is alkalmazták, úgymint a politikai pártok vagy katonai egységek. Valószínű, hogy a kokárdák a heraldikai szimbólumokból fejlődtek ki, és a késő középkori hadseregek viselték őket, hogy megkülönböztessék a barátot az ellenségtől a csatatéren. Kakas tollaiból is készültek kalapdíszek, a francia coq ’kakas’, a cocarde ’kakastaréj’ jelentésű szó, elnevezése ebből ered.
Európában a 18. században terjedt el a színes kokárdák használata, viselői ezzel a jelvénnyel (insigne d’un parti politique) mutatták ki valamilyen politikai irányzat iránti elkötelezettségüket. A francia forradalom idején előbb a kokárda szimbólum kapott kiemelt szerepet, majd később a trikolór, a háromszínű francia zászló is kialakult.
A kokárda nem sok nemzetnél vált annyira meghatározó jelképpé, mint a magyaroknál. A háromszínű magyar nemzeti szimbólum a történelmi múlt, valamint a polgári forradalom eszméinek együttes megtestesítőjeként jött létre. A háromszínű kokárdának magyarországi megjelenése Petőfi Sándor költőhöz kötődik, aki 1848. március 15. előtt ezt írta naplójában: „Míg én az egyik asztalnál a Nemzeti dalt írtam, feleségem a másik asztalnál nemzeti fejkötőt varrt magának.” A márciusi ifjak eredetileg a március 19-ére tervezett ellenzéki lakomára készítettek maguknak nemzeti színű kokárdát és más szimbólumokat. A hagyomány szerint az 1848–49-es forradalom és szabadságharc kezdetének estéjén a pesti radikális ifjúság vezérei Szendrey Júliától, illetve Laborfalvi Rózától kapták az első kokárdákat, amelyeket a kabát hajtókáján vagy a mellrészén, a szív felőli oldalon viseltek. A kokárdát, amely egy hitelesítő irat tanúsága szerint Petőfi tulajdonában volt, a Magyar Nemzeti Múzeumban őrzik. Magyarországon a kokárda viseletét nem szabályozza törvény, általában ezt a hagyomány alakítja. Először 1848-ban az áprilisi törvények 21. cikkelye rendelkezett a vízszintesen sávos piros-fehér-zöld színű magyar nemzeti zászlóról, amelyet 1848–49-ben már általánosan használtak polgári zászlóként is. Pálfi Albert Márczius Tizenötödike című lapja néhány nappal a forradalmi eseményt követően már így tudósított: „A királyi épületeknél a sárga–fekete szín helyébe a nemzeti vörös–fehér–zöld fog használtatni … másnap (már) az arisztokrata, a polgárság és proletár sereg a koldusokig felvéve a nemzeti cocardát”. A korabeli kokárdák a nemzetiszínű szalagnak egy középpont körül ékszerűen redőzött összehajtogatásával készültek úgy, hogy a vörös szín a rózsa kerületén helyezkedett el, utána pedig befelé a fehér és a zöld következett. A zöld gyűrűt néha külön szalagból készítették, hogy a rózsa szirmai elég nagyok legyenek. De egyéb, változatos formájú korabeli kokárdadíszek is léteznek, Temesváry Ferenc Eleink gyűjtötték… : fegyverek, hadiemlékek, ló- és viseleti tartozékok a szentesi Koszta József Múzeumban című művében szerepel egy ovális alakú bokréta, redőzött szélű, piros-fehér-zöld keretben, közepében egy gyöngyből fűzött címerrel.

## A háromszínű kokárda eredete

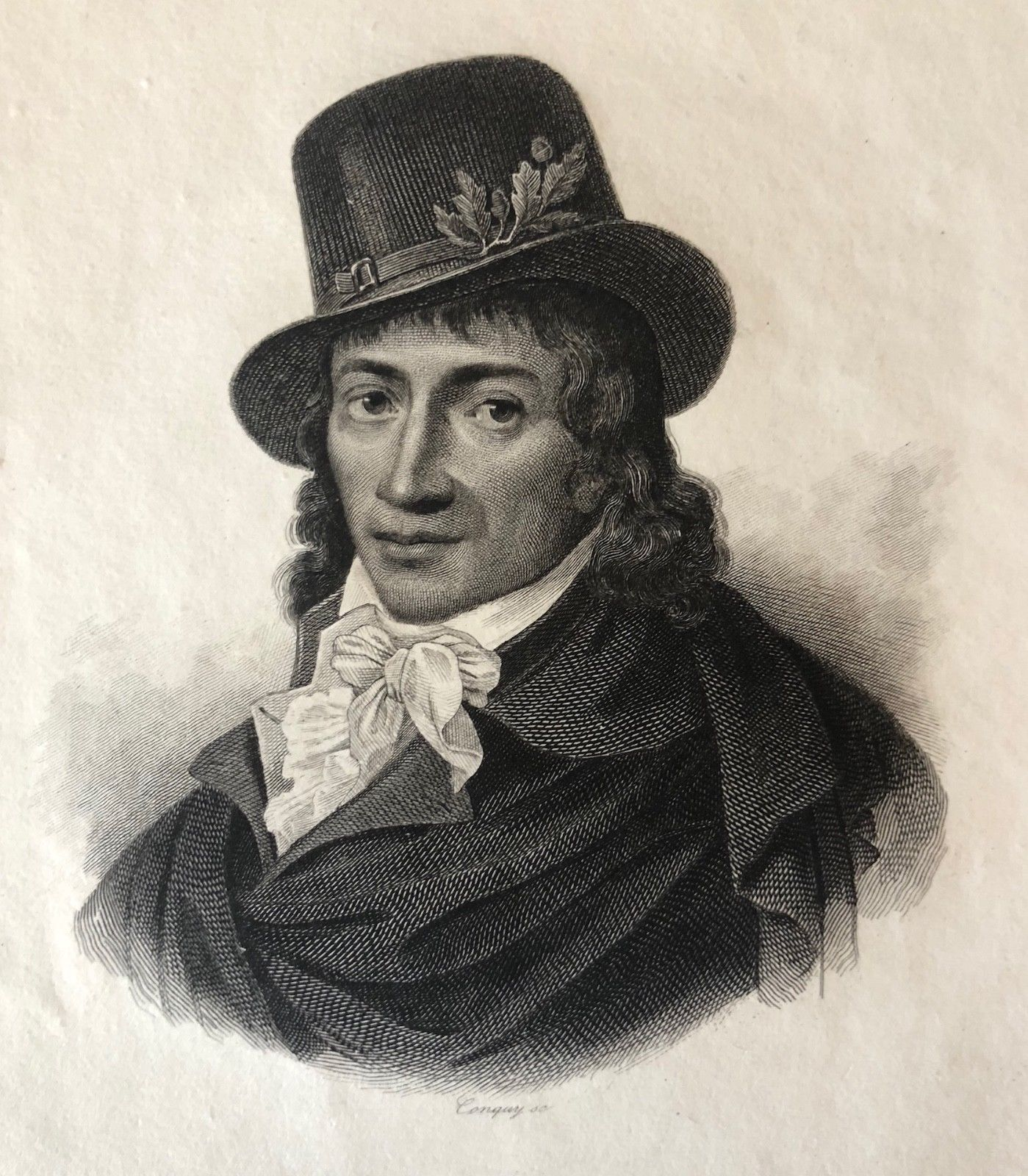
Camille Desmoulins portréja, a francia abszolutizmus egyik legfőbb kritizálójaként ismert újságíró, kalapján a falevéllel, amelyet egyesítő és megkülönböztető jelként javasolt a feltüzelt forradalmároknak

A francia háromszínű kokárdát a francia forradalom első napjaiban alkották meg. Ekkor a régi és az új rend összecsapásakor a kokárdák négy különböző színben kerültek használatba: a zöld, a háromszínű, a fekete és a fehér kokárda.
1789 nyarára Franciaország siralmas gazdasági és pénzügyi helyzetbe került, robbanásveszélyessé vált a politikai helyzet az egész országban. Július 11-én a király főminiszterének távozásáról szóló hír Párizsban felizgatta a kedélyeket. A király elmerészelte bocsátani Jacques Necker minisztert, a nép ügyének egyedülálló képviselőjét, akit a párizsiak megbecsültek, mert "hazafias miniszternek" tekintettek, és új, konzervatív kormányt nevezett ki az ország élére. 1789. július 12-én – két nappal a politikai foglyokat is őrző Bastille nevű párizsi börtön megrohanása előtt – Camille Desmoulins újságíró fegyveres lázadásra szólította fel a párizsi tömeget: „Polgárok! Nincs vesztegetni való időnk… Még ma éjjel bevonulnak a német és svájci zászlóaljak a Mars-mezőről, hogy leöldössenek bennünket. Csak egy menekvésünk lehet! Fegyverre!”. Leszakított egy zöld gesztenyelevelet a Palais Royal kertjének fáiról, amelyet azután, mint egy jelvényt a kalapjára tűzött. Másnap, július 13-án polgári milíciát hoztak létre. majd úgy döntöttek, hogy a milíciának megkülönböztető jelvényt kell kapnia. Ekkor rövid időre a zöld lett a felkelők megkülönböztető jele.  

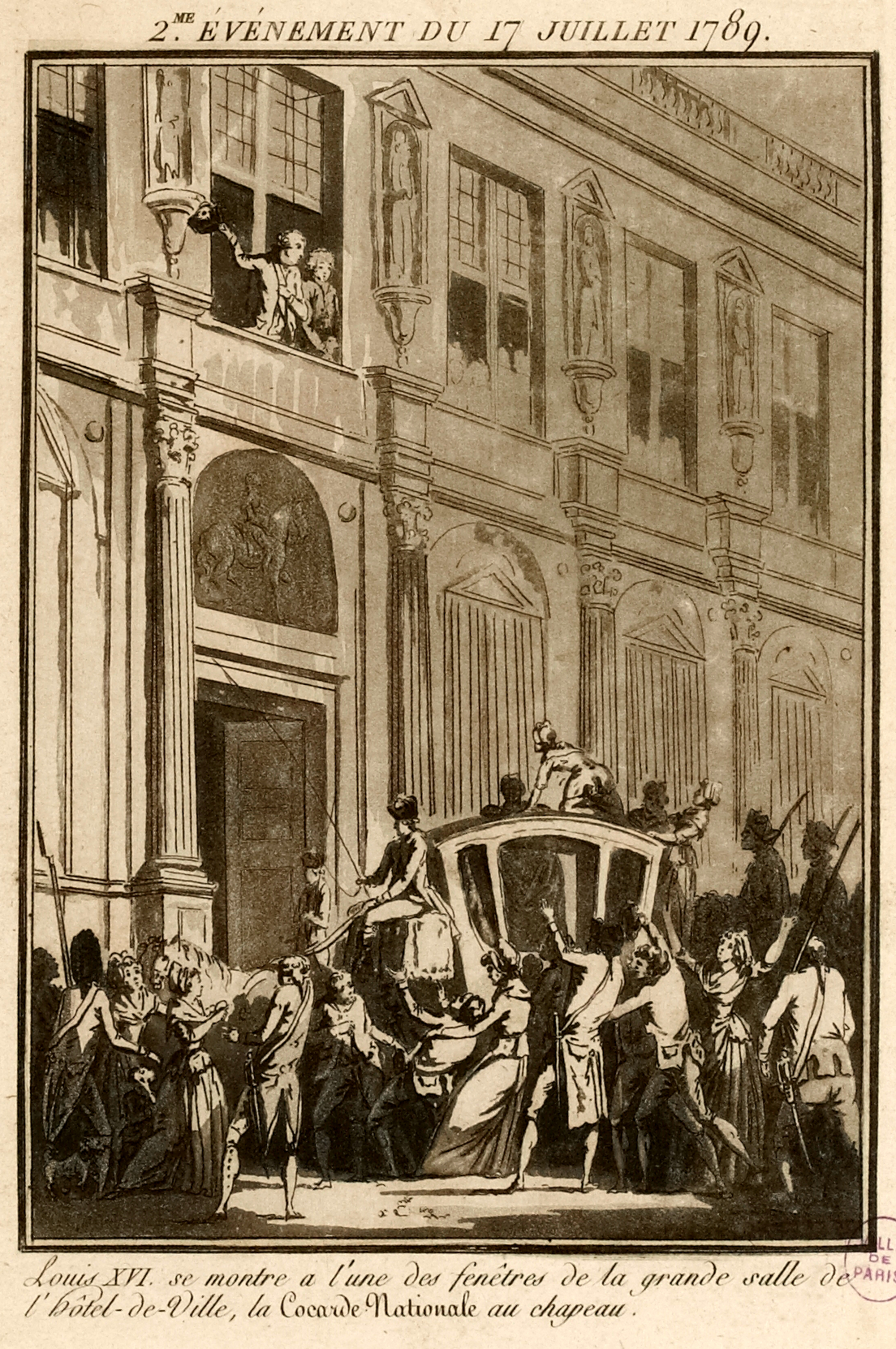
XVI. Lajos francia király a nemzeti kokárdás frígiai sapkával integet a tömegnek a párizsi Városháza (Hôtel-de-Ville) nagytermének egyik ablakából, 1789. július 17.

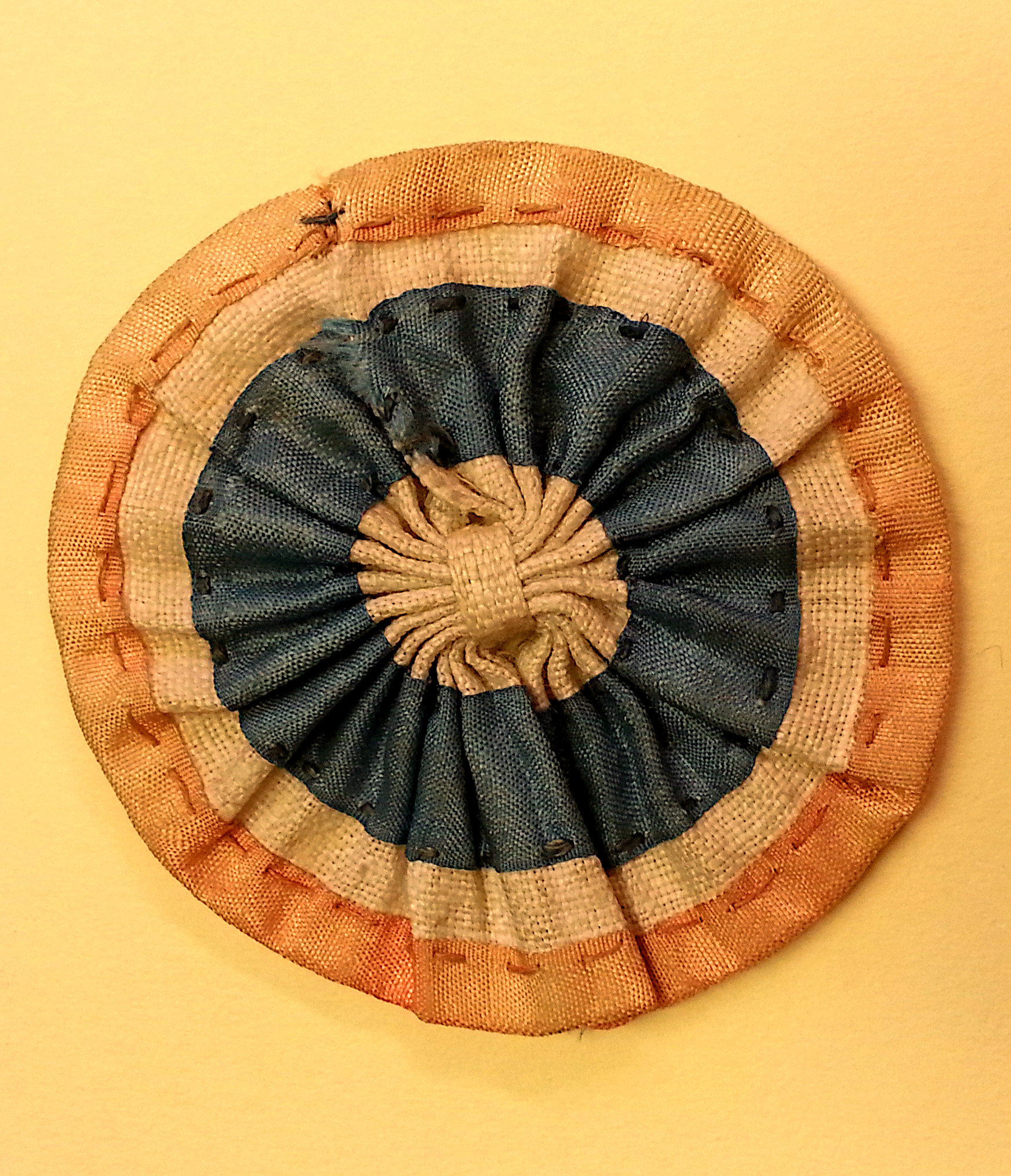
A francia forradalom kokárdája (1792)

A zöld jelvényt azonban elég gyorsan törvényen kívül helyezték, amikor kiderült, hogy Artois grófjának, XVI. Lajos francia király testvérének a személyes színe volt. Ekkor a zöld szín helyett Párizs ősi színei, a kék és a vörös került a kalapokra.
A Bastille elfoglalását követően Gilbert du Motier de La Fayette márki készített először kék-fehér-piros szalagszínekből kitűzőt, amikor a fehér szalagrózsás királypártiaktól meg akarta magát különböztetni, ekkortól a forradalmárok Párizs piros-kék címerszíneivel vették körül a fehér kokárdát. 1789. július 15-én a Bastille bevételét követő napon La Fayette megalakította a rend fenntartására a Nemzeti Gárdát és az általa tervezett nemzetiszínű kokárdát ezekkel a szavakkal nyújtotta át a párizsi önkormányzatnak és Jean Sylvain Bailly polgármesternek: „je vous apporte une cocarde qui fera le tour du monde” azaz Hoztam önöknek, uraim, egy kokárdát, amely körbejárja a világot.
Július 17-én a tömeg nyomására maga a király is kénytelen volt felvenni a háromszínű kokárdával díszített vörös frígiai sapkát és inni a nemzet egészségére. A városháza előtt tolongó tömeg „Éljen a nemzet” kiáltásokkal és nagy tapssal fogadta a királyt. Volt, aki visszatetszéssel fogadta ezt az új háromszínű szimbólumot. Nem voltak hajlandóak a cocarde nationale által megtestesített felfordulást elfogadni és a fekete kokárdát viselték, mint a gyász szimbólumát. A fehér szín a monarchia, a kék és a piros pedig Párizs város színeit szimbolizálta. A trikolór kokárdát hivatalos státusa ellenére ritkán használták a forradalom alatt. Ehelyett a jakobinusok vörös zászlóját lobogtatták, amely a dacot és az országos vészhelyzetet szimbolizálta. A kék-fehér-vörös trikolór a mérsékeltebb girondisták jelképe volt és mint szimbólum, a napóleoni időszak alatt került ismét előtérbe.
Később ezeket a színeket vették alapul, amikor a Alkotmányozó Nemzetgyűlés megalkotta a polgári állam függőlegesen sávozott kék-fehér-piros francia nemzeti lobogóját. A trikolór végleges formáját csak 1794. február 1-jén vette fel, amikor a Nemzeti Konvent úgy döntött (décret du 27 pluviôse an II), hogy a francia nemzeti zászló a függőleges csíkokban elrendezett három nemzeti színből áll, a kék csík a zászlórúdhoz közel, a fehér középen és a piros lobog a szélben. A legenda szerint Jacques-Louis David festő választotta a színek sorrendjét. 
A trikolór kokárdát a franciák – a divatot követve – rendszerint kalapra tűzve hordták. Viselője ennek feltűzésével mutatta, hogy szimpatizánsa, adott esetben tevékeny résztvevője a polgári forradalomnak.
A polgári – nemzeti színeket mutató – kitűző ezt követően Franciaországból terjedt el a 18–19. századi forradalmak idején egész Európában és Amerikában.

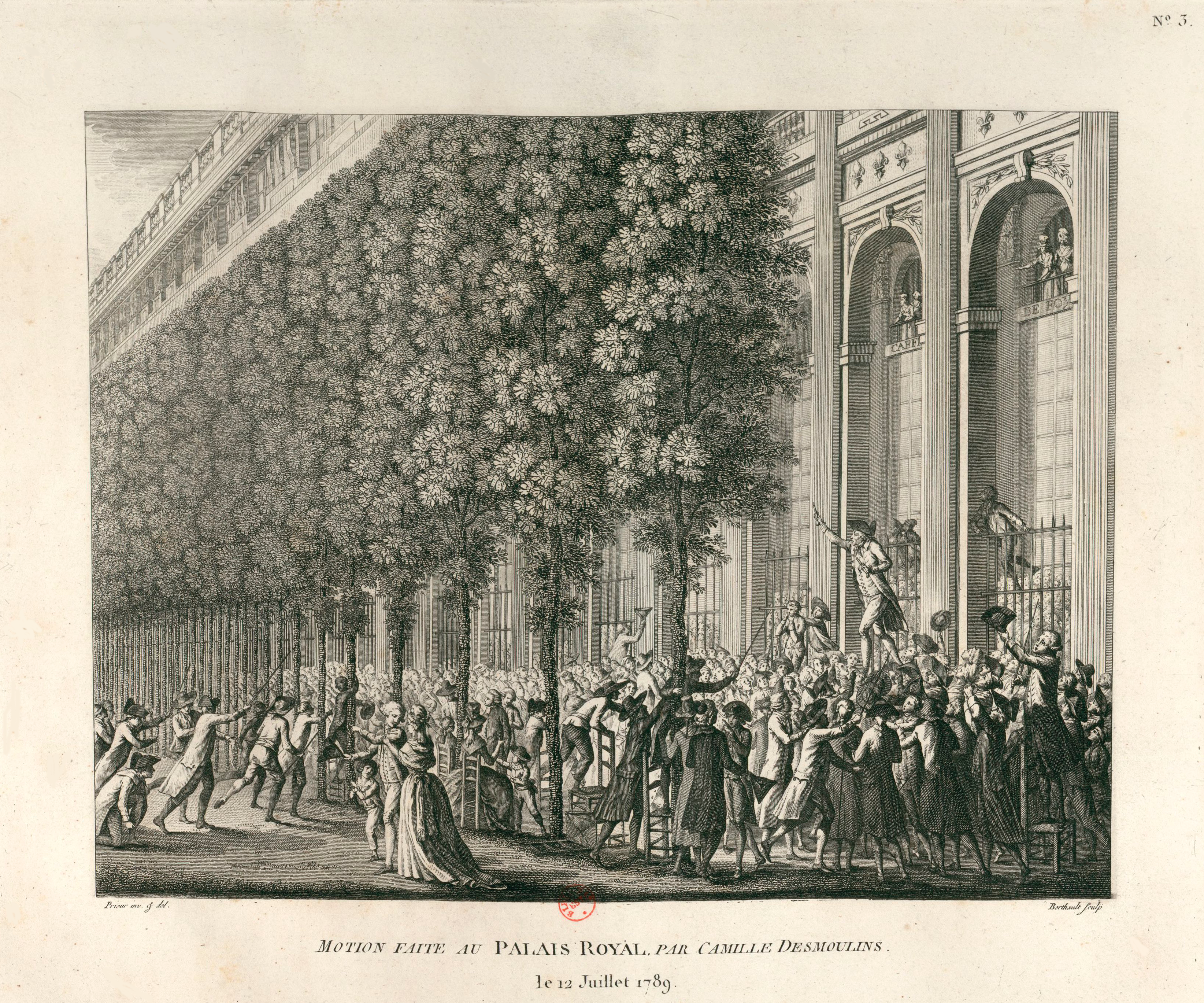
Camille Desmoulins 1789. július 12-én indítványozza egy jelvény viselését
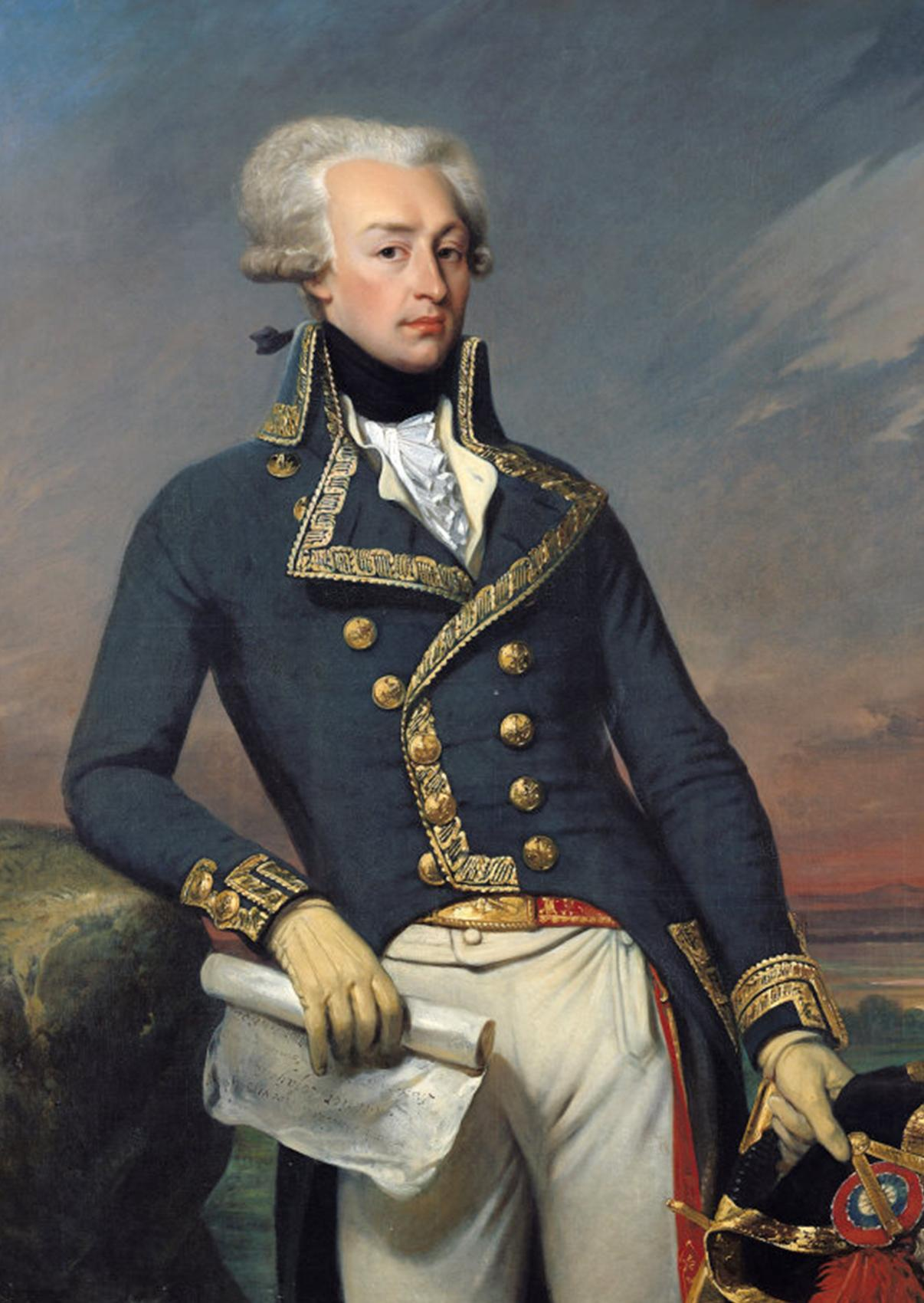
Gilbert du Motier de La Fayette kezében tartott kalapján a francia trikolór jelvénye
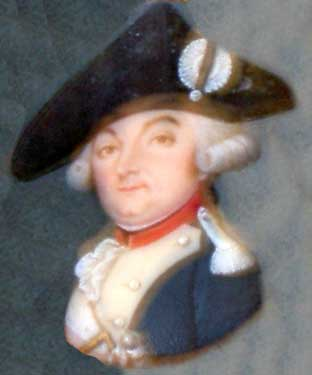
Királypárti francia arisztokrata fehér kokárdával
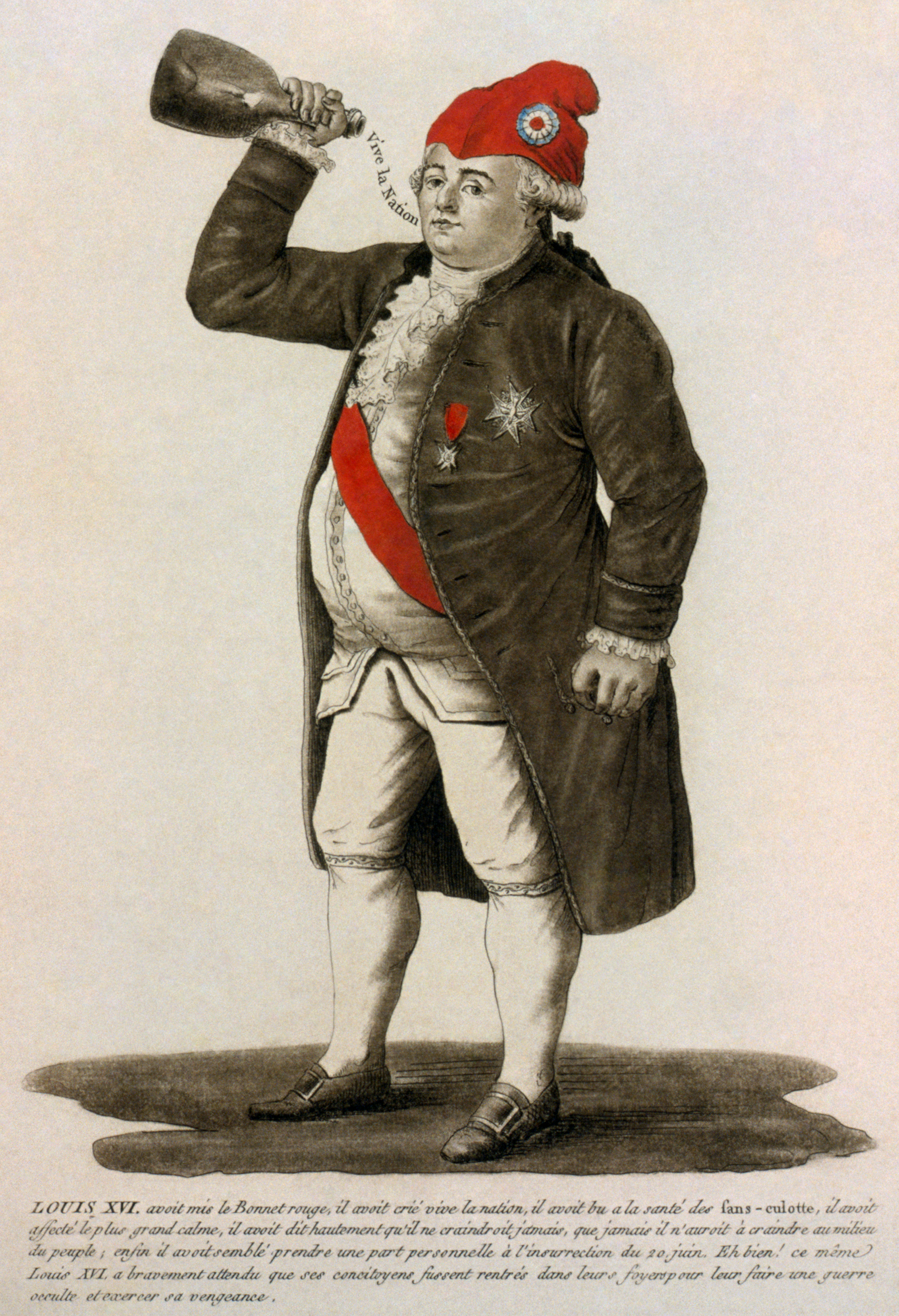
A tömeg nyomására a király kénytelen volt felvenni a trikolóros kokárdával díszített, vörös frígiai sapkát
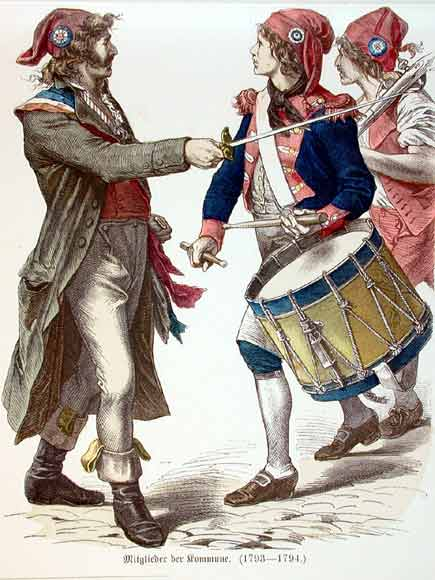
A háromszínű kokárdát viselő sans-culotte-ok (térdnadrág nélküliek) a francia forradalom jelképévé váltak
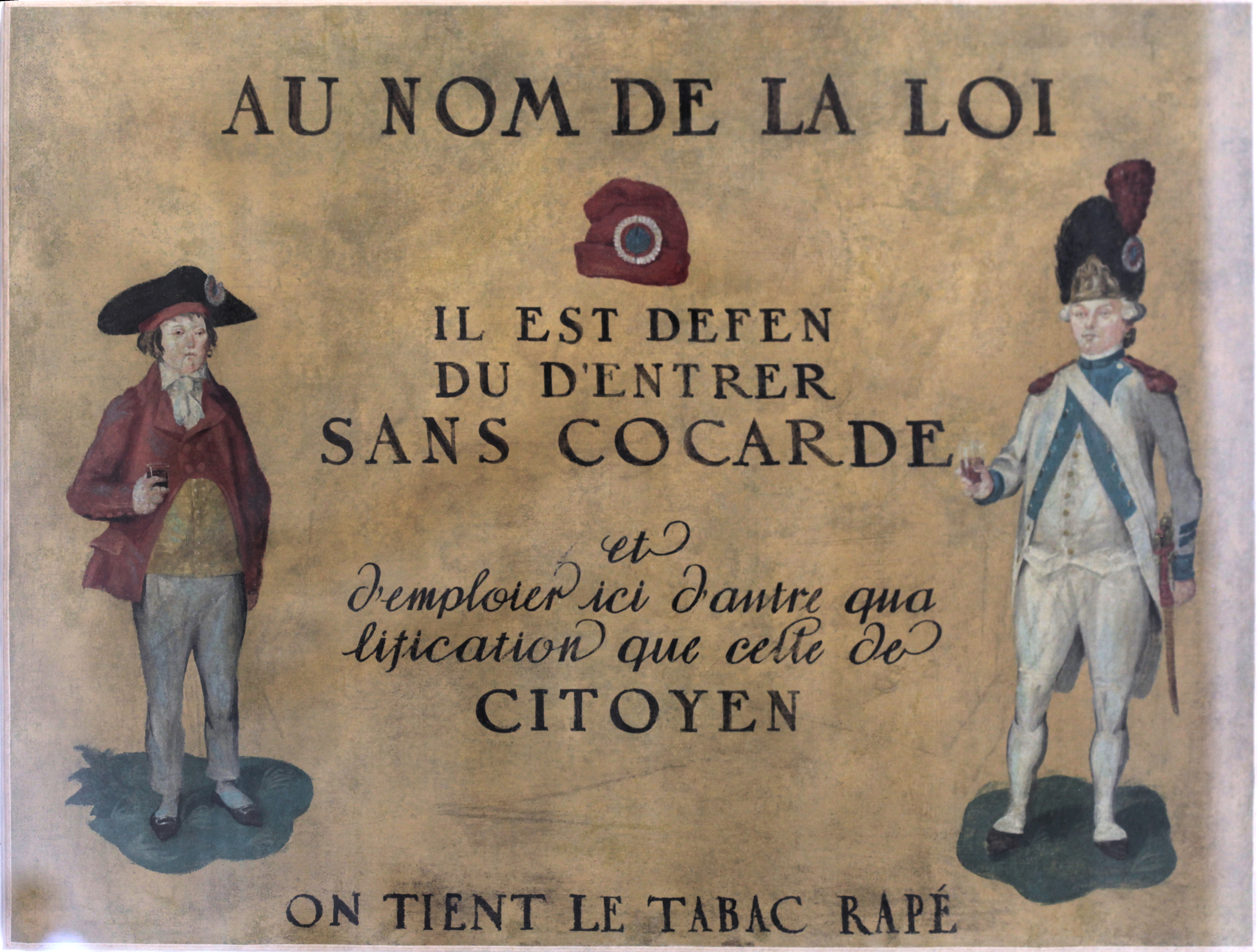
„Kokárda nélkül belépni tilos”, egy kocsmai felirat a francia forradalomban
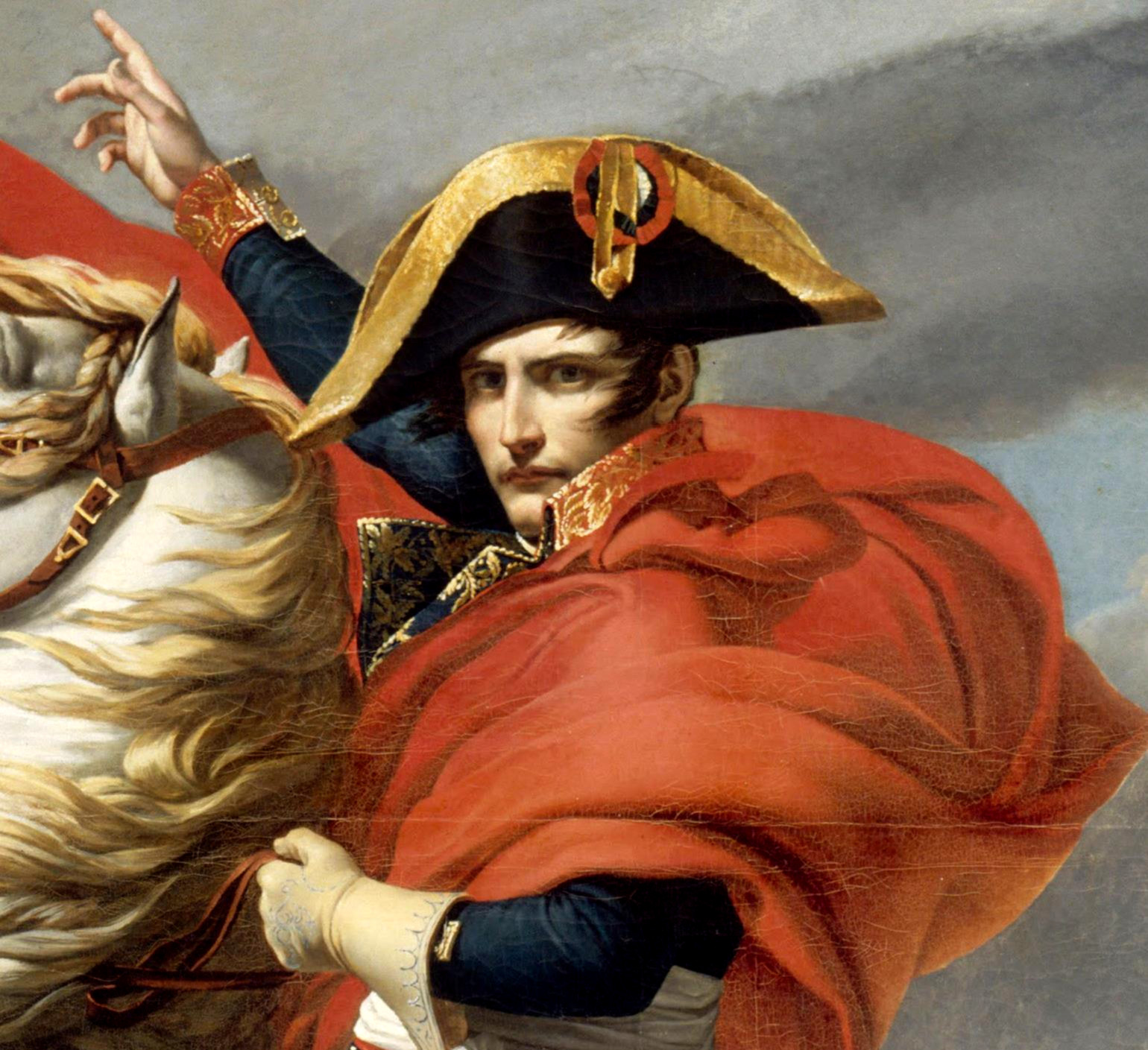
I. Napóleon francia császár trikolóros jelvénnyel díszített kalapjával ábrázolva
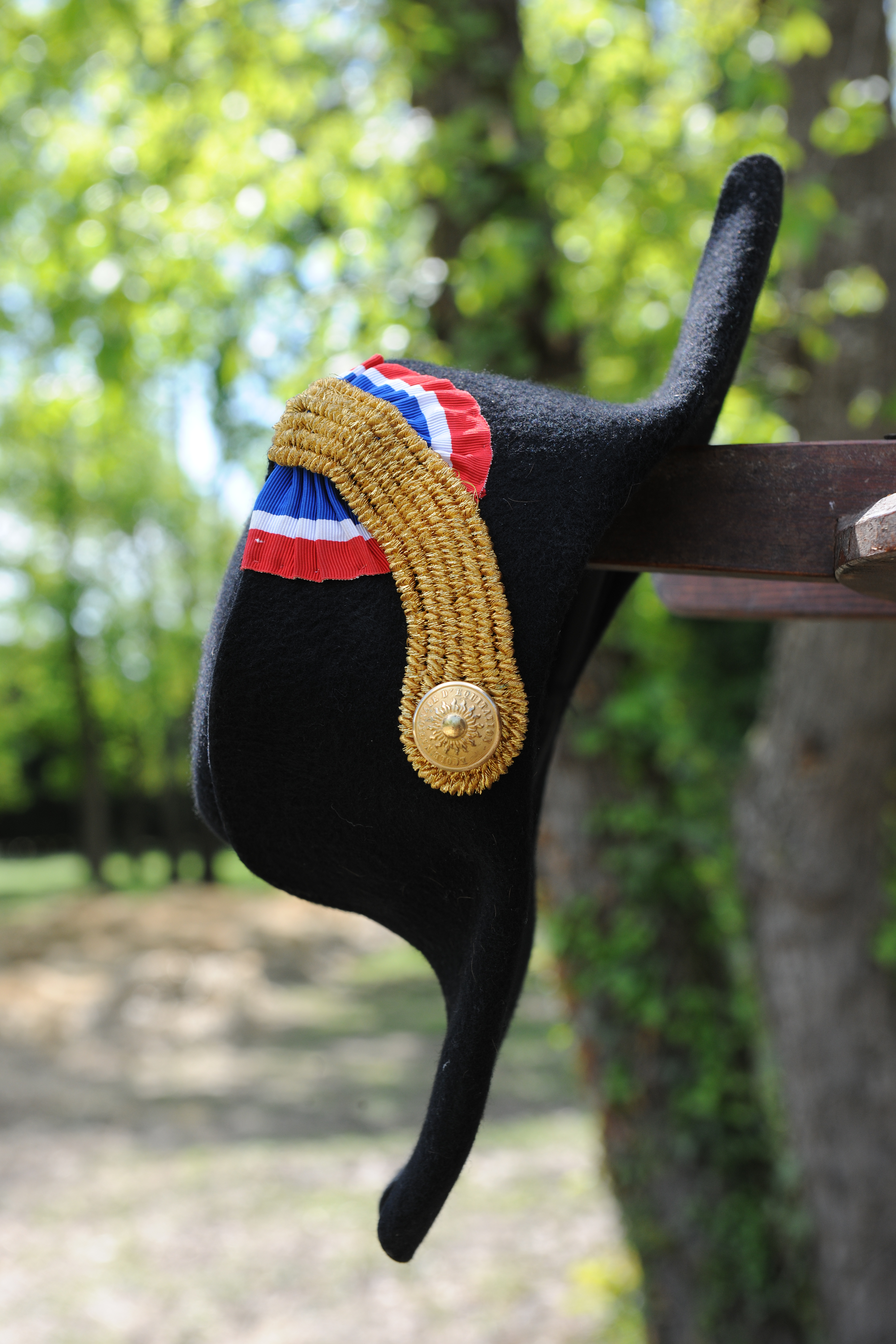
Trikolór kokárdával díszített ceremoniális bicorn

## A magyar nemzeti kokárda

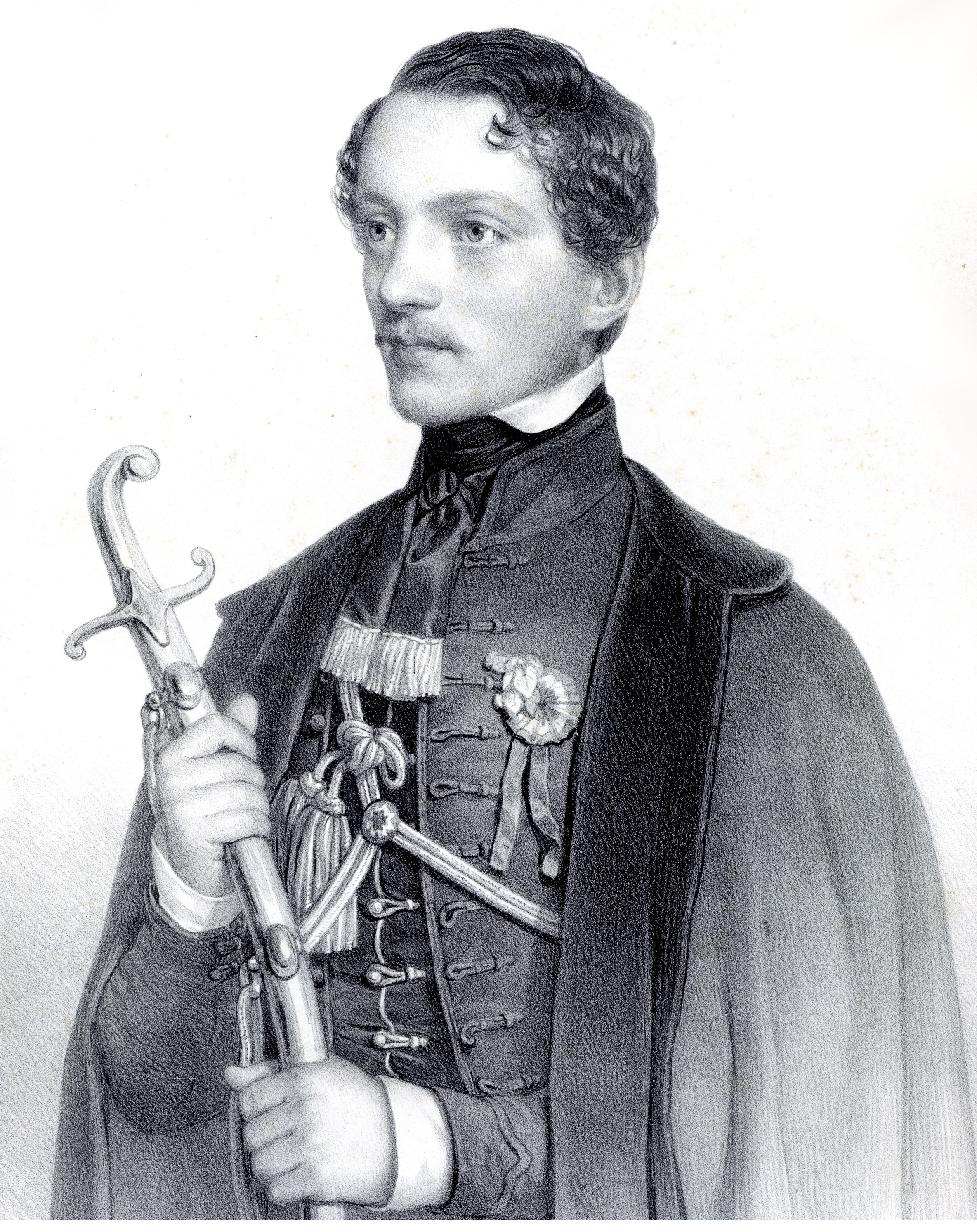
Vasvári Pál a „márciusi ifjak” egyik vezéralakja korabeli pántlikás kokárdával díszített öltözékében, Barabás Miklós litográfiája, 1848

A magyar nemzeti kokárdát március 15-én, az 1848–49-es forradalom és szabadságharc kezdetét jelentő pesti forradalom évfordulóján szokás viselni. Ez a jelvény a magyar nemzeti jelképeink közé tartozik, ugyanúgy mint a magyar címer és a piros-fehér-zöld lobogó is, hiszen a háromszínű kokárda színei ugyanazok. A márciusi ifjak radikális értelmisége a francia forradalom hatására alkotta meg a magyar trikolórt. Azonban a francia forradalommal szemben „a mi forradalmunk Pesten, március 15-én, nem vérontás volt, hanem egy szép ünnep, a szabadság ünnepe”. A magyar trikolór használatát pedig az 1848-as áprilisi törvényekben szentesítették.

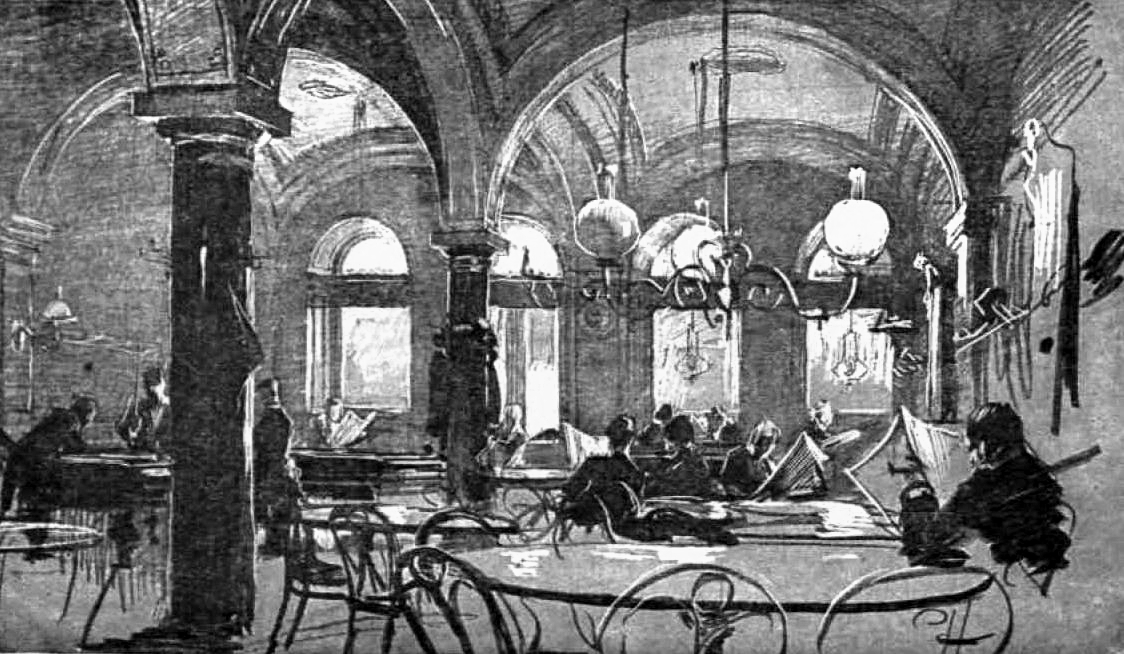
A pesti Pilvax kávéház a márciusi ifjak találkahelye volt 1848 tavaszán

Petőfi Sándor: „Évek óta csaknem kirekesztőleges olvasmányom, reggeli és esteli imádságom, mindennapi kenyerem a francia forradalmak története, a világnak ez új evangéliuma, melyben az emberiség második megváltója, a szabadság hirdeti igéit.”
Jókai Mór: „Valamennyien franciák voltunk! Nem olvastunk mást, mint Lamartine-t, Michelet-t, Louis Blanc-ot, Sue-t, Victor Hugót, Béranger-t, s ha egy angol vagy német költő kegyelmet nyert előttünk, úgy az Shelley volt és Heine, maguk is nemzeteik kitagadottjai… Petőfinél valódi kultusszá fejlődött a franciaimádat. Szobája tele volt aggatva nagybecsű kőmetszvényekkel, miket Párizsból hozatott, s azok a 89-i forradalom férfiai voltak. Danton, Robespierre, Saint-Just, Marat s egy nő, Madame Roland.”
Mit csinálsz, mit varrogatsz ott?

A ruhámat foltozgatod?

Rongyosan is jó az nékem,

Varrj inkább egy zászlót, feleségem!
ki hazafinak tartja magát nemzeti szín pántlikábul rósát visel, mely pántlika zöld, veres és fejérszínű tarka
Arany János: „A magyar király színe és címere az, ami az országé: a veres-fehér-zöld; a négy fejér szalag, keresztes halom koronával fedezve.”

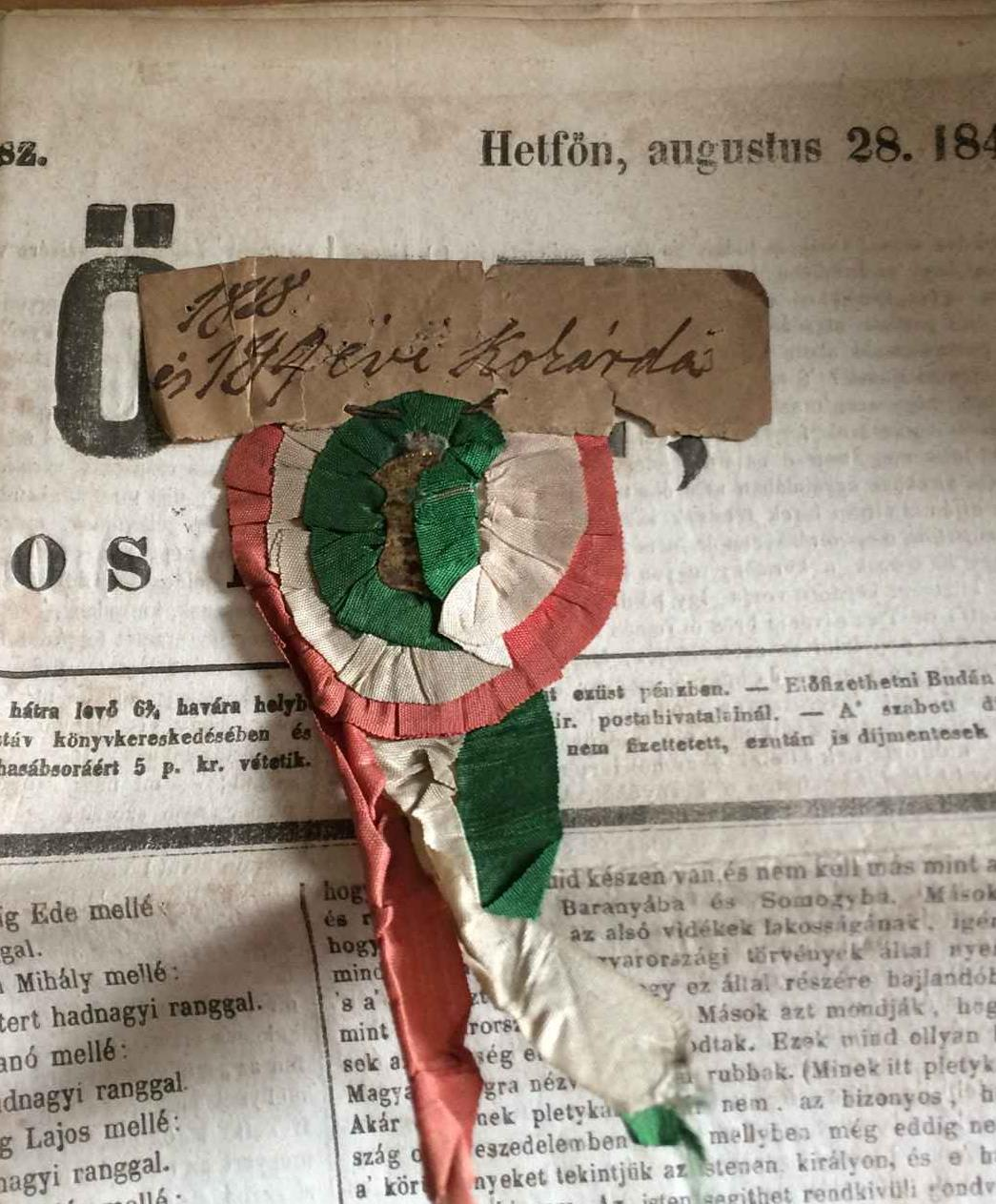
1848-ból származó, magyar nemzeti hagyományt teremtő korabeli pántlikás szalagrózsa

Az áprilisi törvényekben „háromszínű rózsa” szerepel a kokárda megnevezéseként, a háromszínű szalagból összeállított rózsa elnevezés a – cocarde – a franciaországi elődöktől származik. A magyar hagyomány szerint a pesti radikális ifjúság vezérei Petőfi Sándor és Jókai Mór szerelmeiktől, Szendrey Júliától illetve Laborfalvi Rózától kaptak nemzetiszínű kokárdát a forradalom estéjén. „A színház oltár volt ma, a közönség színe volt jelen ünnepi arcokkal, ünnepi ruháiban; a nemzeti kokárda volt minden férfi, minden nő keblére föltűzve, középen a háromszínű zászló.” – írta másnap Jókai Mór. Bona Gábor Az 1848/49-es szabadságharc tisztikara című művében említést tesz a császári 52. gyalogezredben tizedesként szolgáló Németh Benőről, akit 1848 májusában a magyar háromszínű kokárda viselése miatt letartóztattak, ezt követően a tizedes 1848 júliusában őrmesterként beállt a Pécsen alakuló 8. honvédzászlóaljhoz. A honvédséghez csatlakozott soralakulatok átszervezése nem igényelt különösebb munkát. A katonák miután ruházatuk fekete-sárga zsinórzatát lefejtették, fehér frakkjuk szárnyait pedig levágták, a nemzeti kokárda kitűzésével honvédek lettek.
A polgárok a francia kokárdától eltérően nem kalapra tűzték, hanem a kabát hajtókájára vagy mellrészére a szív felőli oldalon. A vízszintes sávozású piros-fehér-zöld nemzeti zászlók színeit felülről lefelé olvasták, a rózsadísszé hajtogatott kokárda színeit pedig kívülről befelé.
A „veres, fehér és zöld színű bokréta” színeivel – amelyek a 16. század második felétől kezdődően az ősi magyar színek – készült szalagot körbehajlították, és ott, ahol összeért, varrással rögzítették. Így egy kör alakú nemzetiszínű kitűző jött létre, amelyre egy szép korabeli példa az egri Dobó István Vármúzeum, Történeti tárgyi gyűjteményében található. Már az 1848-49-es években,lecsüngő, szintén nemzeti színű szalagból pántlikát is tűztek hozzá. Történetileg a magyar kokárda a nemzeti függetlenedés eszméjét magukénak valló polgárok szimbólumává vált, kör alakú nemzetiszín formában, kis pántlikákkal. A szembejövő személyek számára azt volt hivatva látható módon közölni, hogy viselője a magyar forradalmi eszméket magáénak vallja.

## A kokárda alakja

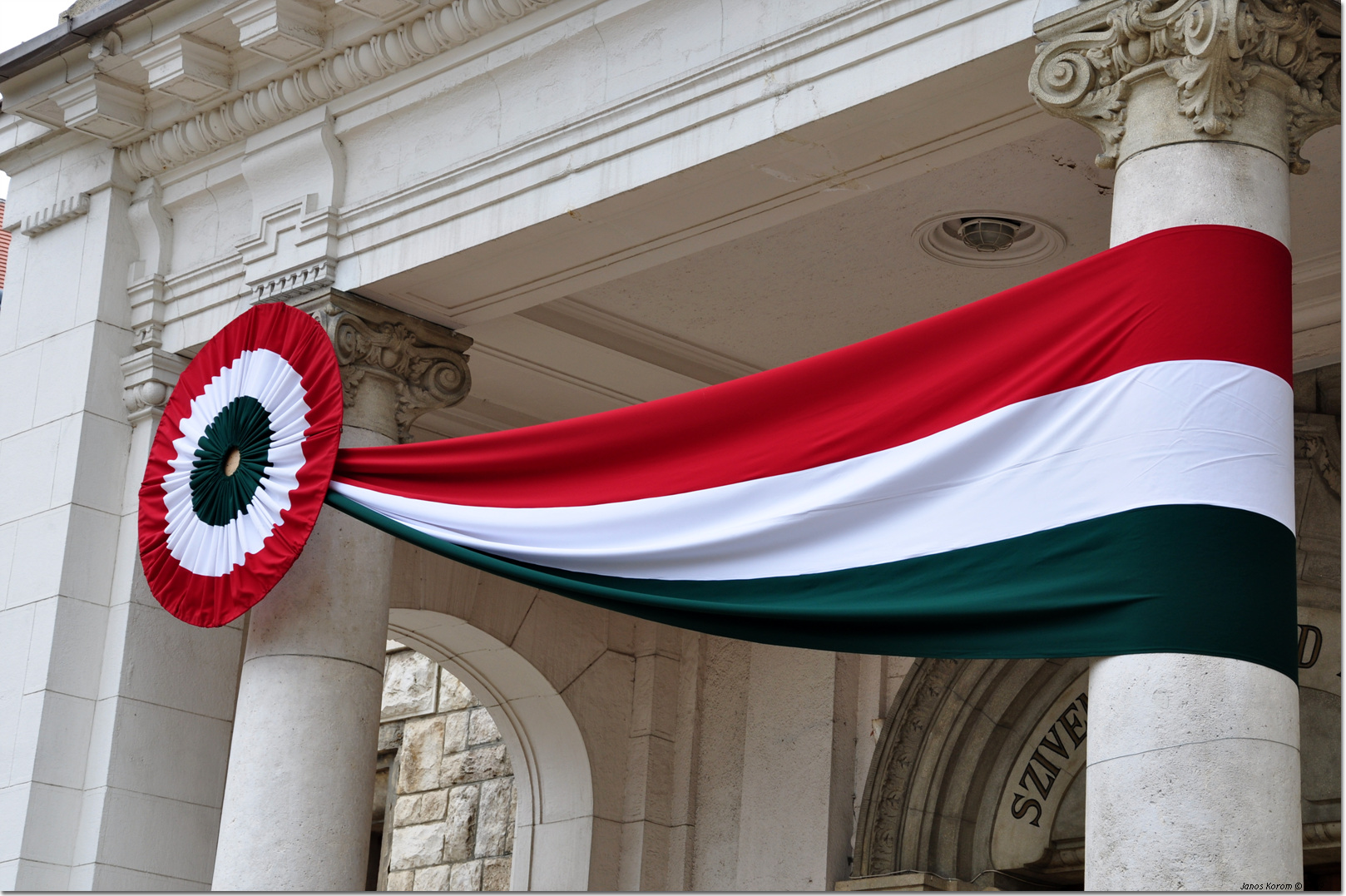
Ünnepi dekoráció kokárdával Pápán, 2009. március 15-én

A szalagrózsa (kokárda) kör alakú. A nemzeti kokárda már ilyen volt a francia forradalom idején, – amint az látható egy, a párizsi Musée Carnavalet-ben őrzött 1790-es évekből származó kokárda fotóján –  kör alakú kokárdát készítettek a németek Berlinben 1832-ben, és nem lóg ki e sorból Petőfi kokárdája sem. De már korán megjelent az a szokás, hogy a körrózsához kis pántlikákat erősítettek.
Az 1900-as évek elejére rögzült az a forma, amit ma pántlikás kokárdának nevezhetünk. E két forma nevezhető ma (polgári) kokárdának.
A történelmi kokárdák mellett 1848 után elterjedt az úgynevezett „hajlított kokárda,” viselete is. Ez egy néhány centisre vágott, egyszerűen meghajlított nemzetiszín szalagcsík, amely, bár nemzetiszínű szalagból készítik, történetileg nem kokárda (szalagrózsa), hanem szalaghal. A magyar kokárda kivitelezéséhez a vízszintesen sávozott magyar nemzeti zászlót jelképező, piros-fehér-zöld szalagot körbehajlítják, középen összehúzva összevarrják és rendszerint két pántlikát is illesztenek hozzá. Vexillológus tudósok szerint, hogy ha van pántlikája a kokárdának, akkor kívül piros – belül zöld a szalagrózsa, ha nincs, akkor a heraldikai szabályok szerint kívül kell lennie a zöldnek, belül a pirosnak
Létezik a világszerte jelvényként viselt Awareness ribbon szalaghal is, ami az öntudatos szolidáris polgár kifejezője. Az USA-ban ma már több mint 50 különböző szolidaritási szalag létezik, Ezekkel a tudatosság szalagokkal több mint 200 különböző betegségre, sérelemre vagy egyéb körülményre hívják fel a figyelmet. Gyakorlatilag a színspektrum összes színét már többször is felhasználták. Legismertebb a red ribbon egy olyan nemzetköti szimbólum, amely az 1990-es években kezdett elterjedni és mint figyelemfelkeltő szalagot, a HIV/AIDS betegségben szenvedő emberekkel való szolidaritás szimbólumaként használják.

## Galéria

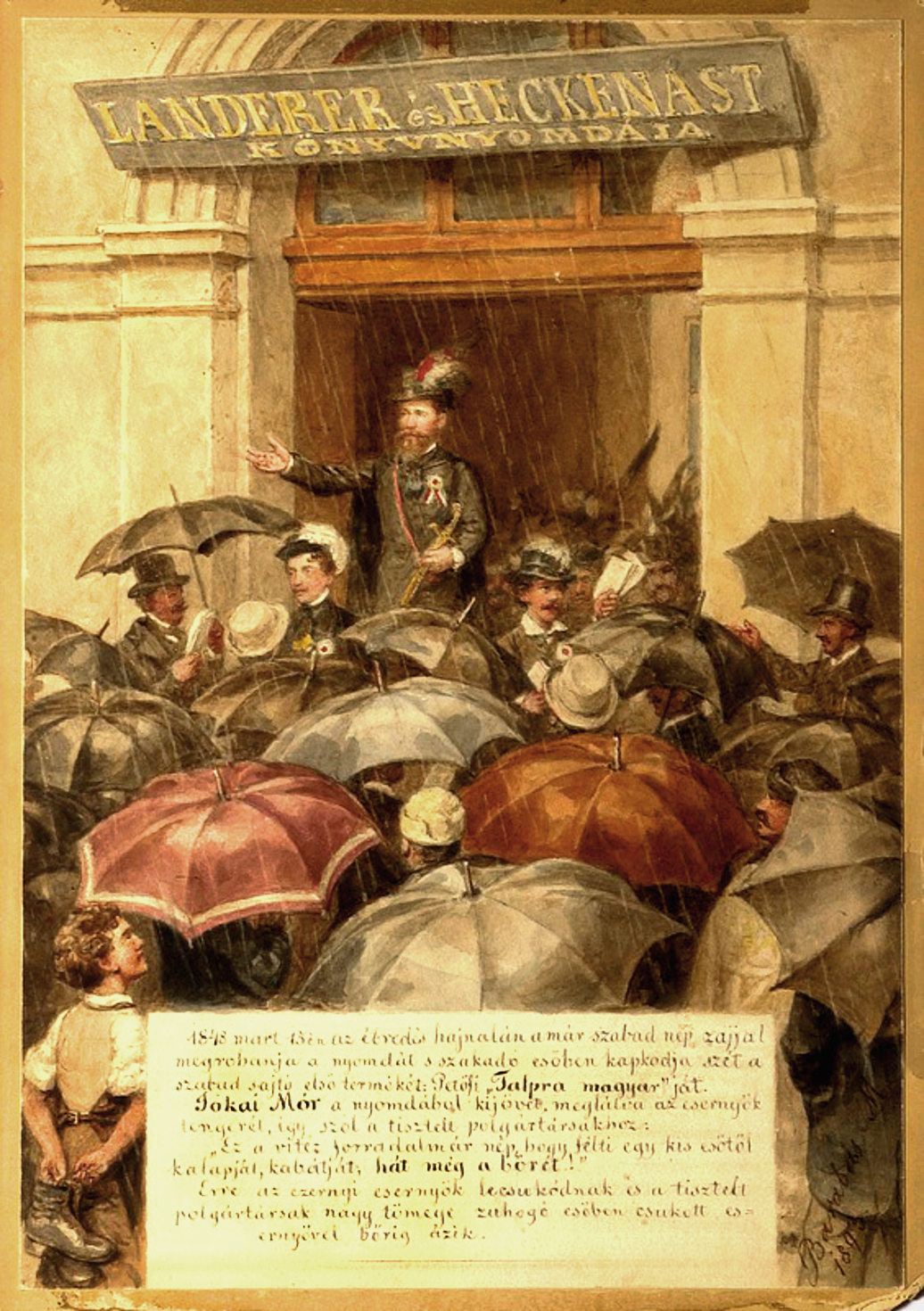
Barabás Miklós korabeli művén a nemzeti hagyományt teremtő pántlikás kokárdával díszített Jókai, Petőfi és Vasvári, a Landerer és Heckenast-féle nyomda előtt állva, az esőben tolongó sokaságnak, a szabad sajtó első termékét, a "Nemzeti dal"-t osztogatják

Petőfi szalagrózsája, a történelmi ereklye. A Magyar Nemzeti Múzeumban keretbe foglalva őrzött, hitelt érdemlően Petőfitől származó kokárda kívülről befelé piros-fehér-zöld színsorrendű[64]
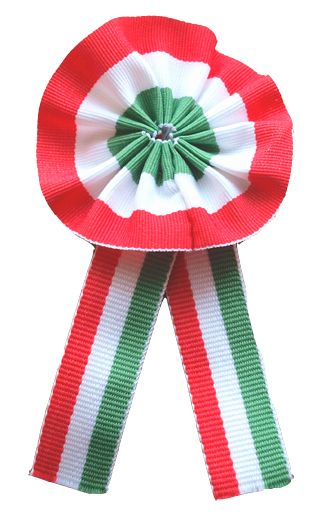
Az évszázados történelmi hagyományt követő szalagcsokor a magyar pántlikás kokárda
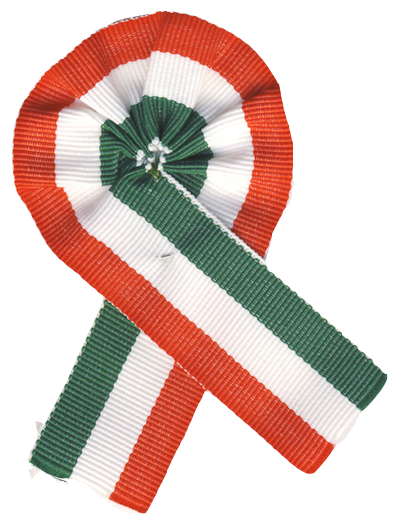
A rendkívül egyszerűen készíthető szalagkokárdahal, „hajlított kokárda”, szalaghurok amelynél alul természetesen megfordul a színsorrend

## A magyar kokárda színei

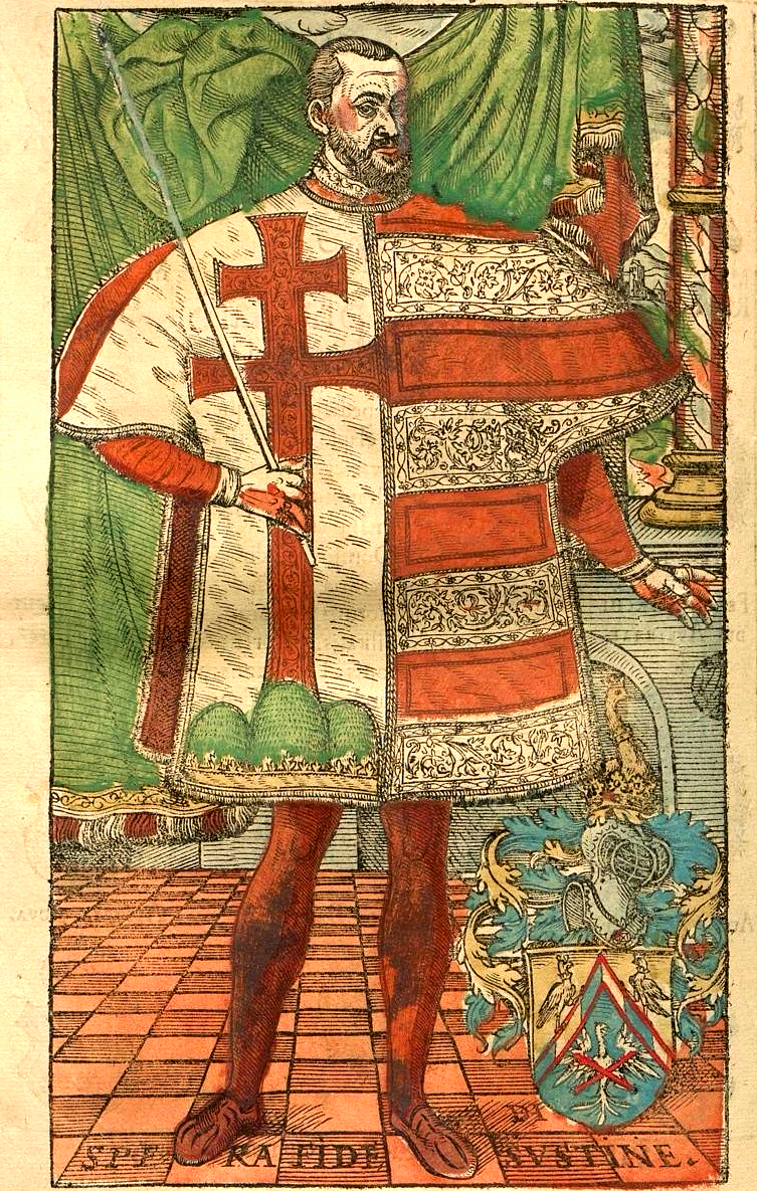
Johann von Francolin (1522-1586 vagy 1580), burgundiai nemes, a bécsi udvar magyar királyi heroldja (Ehrenherold) díszöltözékben

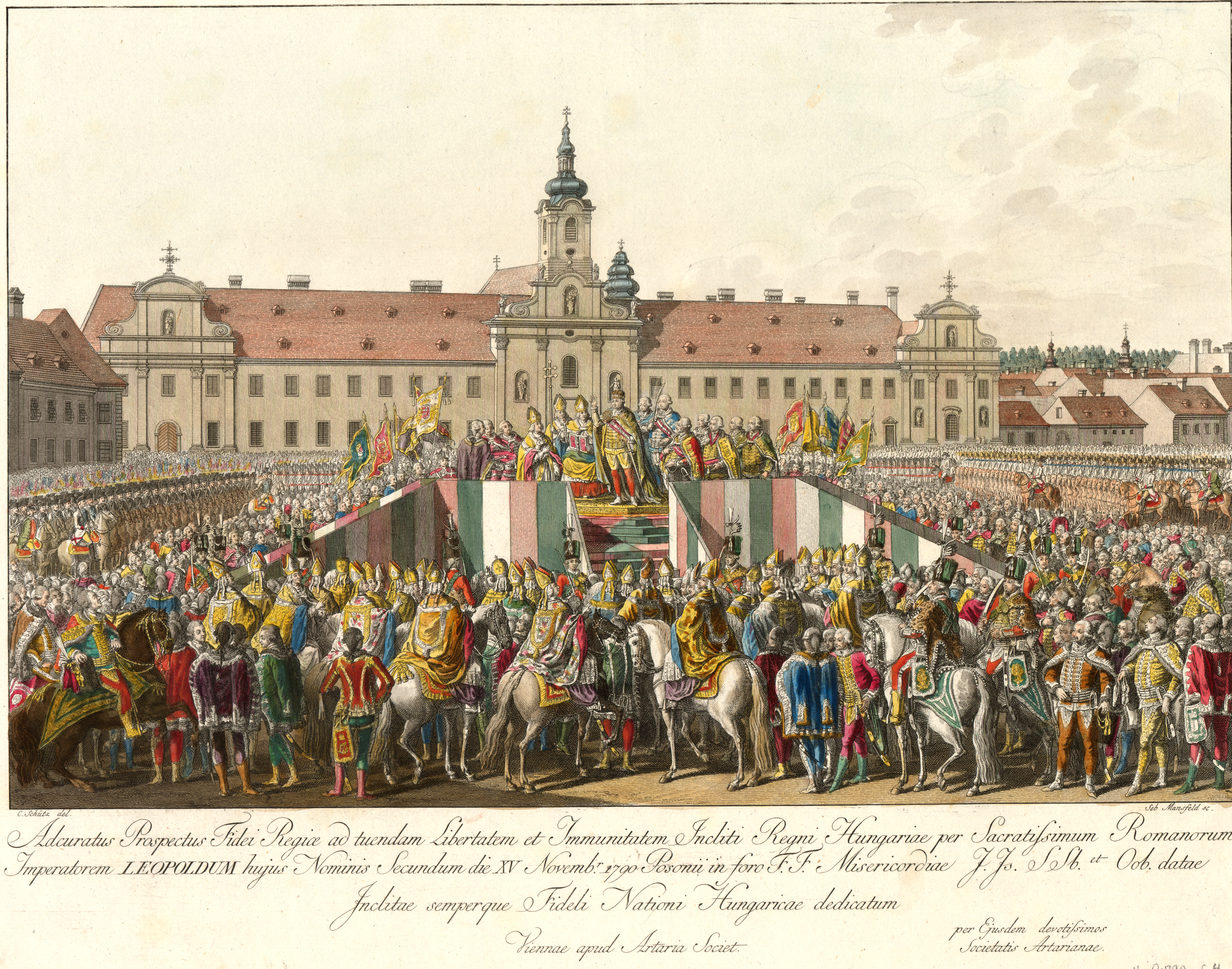
Ősi magyar színekkel díszített koronázási emelvény II. Lipót magyar királlyá koronázásakor Pozsonyban, 1790-ben

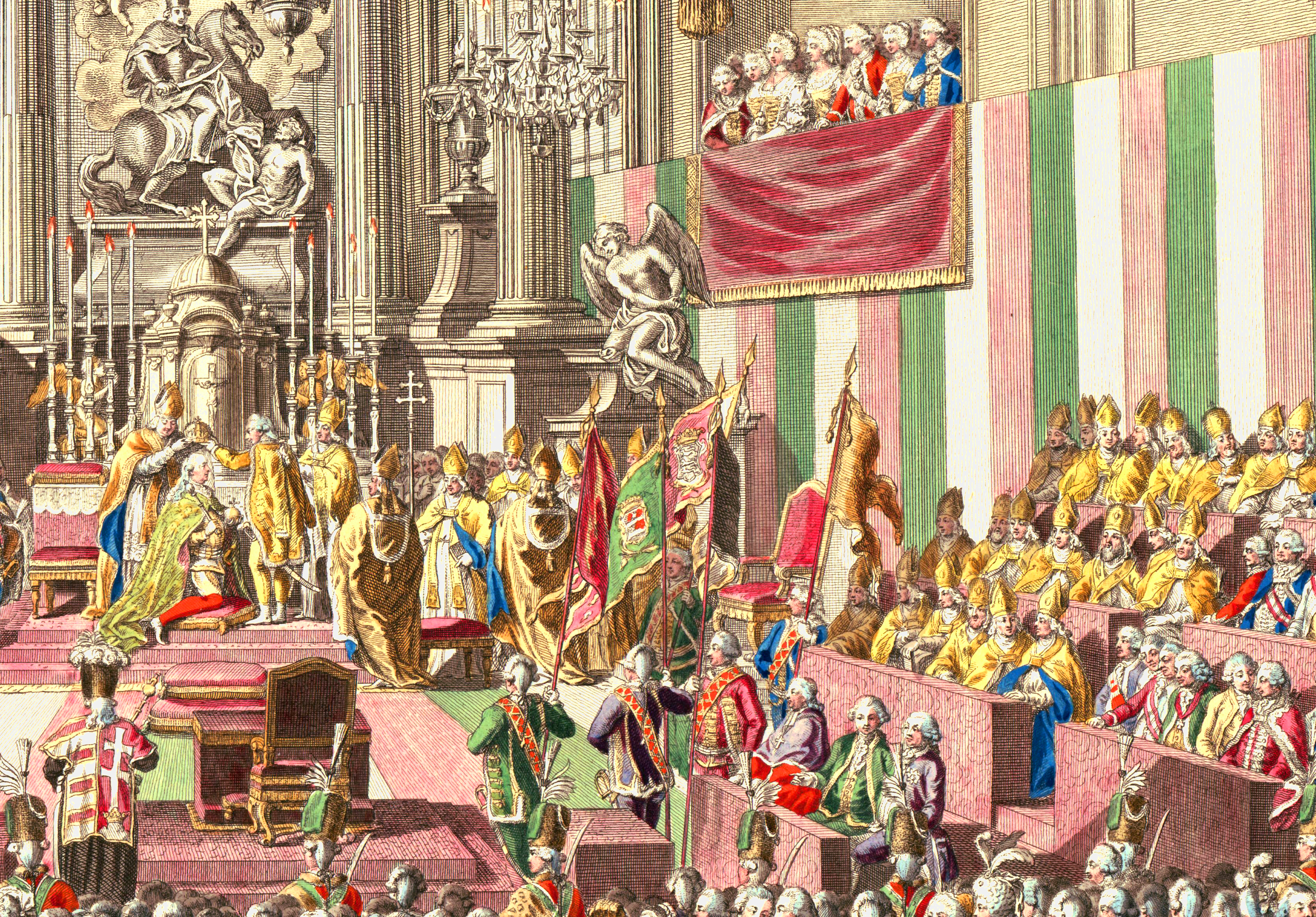
II. Lipót koronázása Pozsonyban 1790-ben, a templom falait díszítő drapéria az ősi magyar nemzeti színekben pompázik

Az ősi magyar piros-fehér-zöld színek együttes használata Mátyás király korától vált általánossá az oklevelek függőpecsétjeinek selyemszálakból font pecsétzsinórjainál, ezt követően általánossá vált a magyar koronázási díszítésekben is. Az országcímer formailag azonos volt a királyi címerrel, a királyi címer címerképe és heroldalakja a 14. századra már kialakult. Mária Terézia uralkodása alatt a magyar királyi kancellária piros-fehér-zöld fonállal kötötte át iratait. A francia forradalom trikolórjának ismertté válását követően Martinovics Ignác nemzeti színként kívánta bevezetni a vöröset, a zöldet és a fehéret.
Az 1848. évi XXI. törvénycikkbe foglalt magyar háromszínű rózsa ősi színei a piros-fehér-zöld. A kokárda színeit kívülről befelé kell olvasni, hiszen a készítésekor a vízszintesen sávozott nemzetiszín szalagot körbe kell hajlítani, és ahol összeér, ott cérnával össze kell tűzni.
1848. évi XXI. törvénycikk a nemzeti szinről és ország czimeréről

1. § A nemzeti szin, és ország czimere ősi jogaiba visszaállíttatik.

2. § Ennélfogva a háromszínű rózsa polgári jelképen ujra felvétetvén, egyszersmind megállapittatik, hogy minden középületnél s közintézeteknél minden nyilvános ünnepek alkalmával, és minden magyar hajókon a nemzeti lobogó és ország czimere használhassék. – Egyébiránt a kapcsolt Részeknek szabadságukban hagyatván, hogy az ország szinei és czimere mellett, saját szineiket és czimerüket is használhassák.
Keserves dolog ez a mienk.
Hogyne volna az, mikor magyar ember is van, aki azt kérdezi: hová lett a kétfejű sas, hová lett a sárga-fekete szín? Hogyne volna keserves, mikor a magyar ember sem tudja, miért van most a sok nemzeti szín zászló; mit jelent a veres, fehér és zöld szín bokréta; mit jelent az a címer, melyen egyfelől négy fejér pántlika, másfelől hármas halom kettős kereszttel, tetején pedig korona van.
Csak a sárga-fekete színt, csak a kétfejű sast kérdezik. Uram, bocsáss meg nekiek, mert nem tudják, mit cselekesznek!…
A magyar tricolor, vörös, fejér, zöld, szorosabb összefüggésben van a magyar czímerrel mint a franczia, a mennyiben az előbb nevezett két szín a régi magyar czimer szine s a harmadik a zöld a czimer hátsó részében levő kettős kereszt alapjául szolgáló alárendelt, mellék-czímerképnek, a hármas halomnak, a szine.

### Színjellemzők
A magyar nemzeti lobogó színeit az MSZ 1361:2009 szabvány szabályozza
- Piros 18-1660 „paradicsompiros”; Munsell szerint kb. 4,6R 4,4/15
- Fehér Berger-féle fehérségi mérőszám: WBE=100
- Zöld 18-6320 „pázsitzöld”; Munsell kb. 1,25G 4,2/5

Megengedett eltérés: ΔE = 2,0 (Colour Measurement Committee képletével)

## A kokárda az 1848-as forradalom alatt
Jókai Mór így ír a kokárdáról:

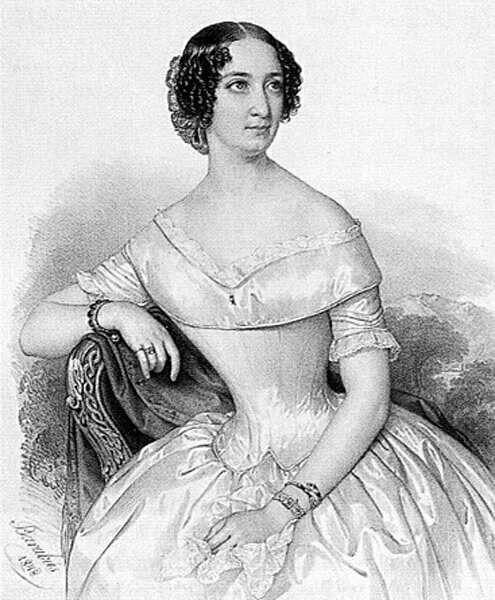
Jókainé Laborfalvi Róza, aki a forradalom estéjén Jókai Mór mellére nemzetiszínű kokárdát tűzött

„… Jelenleg a nemzeti kokárda a reformerek színe, a békés átalakulás embereié, mentül nagyobb e toll vagy kokárda, annál nagyobb az ő istenbeni bizodalmuk és megelégedettségök.” 

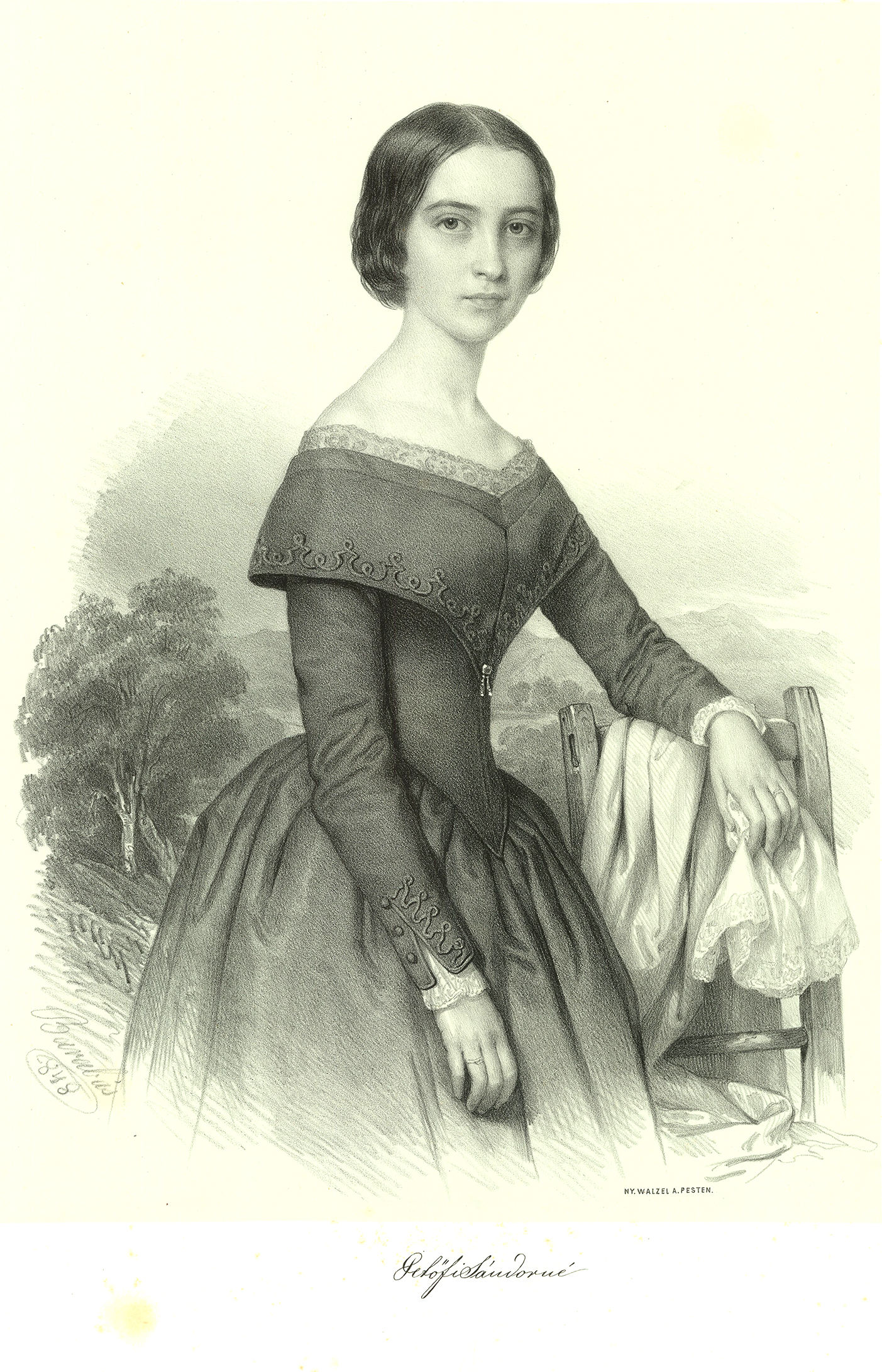
Szendrey Júlia, a magyar kokárda hímzője, aki március 15-én megvarrta és Petőfi mellére tűzte a nemzetiszínű kokárdát

1848. március 15-én a pesti forradalom estéjén a Bánk bán előadásán Jókai Mór szónokolt a színpadon, amire így emlékezett vissza egy későbbi írásában:

„Látjátok ezt a háromszínű kokárdát itt a mellemen? Ez legyen a mai dicső nap jelvénye. Ezt viselje minden ember, ki a szabadság harcosa; ez különböztessen meg bennünket a rabszolgaság zsoldoshadától. E három szín képviseli a három szent szót: szabadság, egyenlőség, testvériség. Ezt tűzzük kebleinkre mindannyian, kikben magyar vér és szabad szellem lángol!
Ez aztán fordított a dolgon.
A háromszínű kokárda helyreállítá a rendet. Aki háromszínű kokárdát akart feltűzni, annak előbb haza kellett menni. Tíz perc múlva a színház üres volt. És másnap minden embernek ott volt a mellén a háromszínű kokárda; a Nemzeti Kaszinó urainak paletot-ján kezdve, a napszámos darócáig, s aki köpönyegben járt, az a kalapjára tűzte. ”

– Jókai Mór: Az a nő, aki együtt jön velem 

Már 1848-49-ben is a pántlikával ellátott kokárda terjedt el, amint az jól látható a Vasárnapi Ujságban 1868-ban Vasvári Pálról megjelent litográfián is.
A szabadságharc leverését követően tűzzel-vassal irtotta a bécsi kormány a rebellis magyar polgári eszmékre utaló szimbólumokat, így a kokárdát is. Csak az 1867. évi kiegyezést követően lehetett újra elővenni és alkalmanként feltűzni. A Kádár-rendszer alatt hallgatólagosan megtűrték viselését a hivatalos állami ünnepek alatt, de ellenségesen néztek arra, aki egyéb alkalmakkor fel merte tűzni. A magyar kör alakú nemzetiszín pántlikás kokárda a szabadságvágy és függetlenségi eszme kitűzőjévé vált Magyarországon.

## Legenda Petőfi „hibás” kokárdájáról
Katona Tamás történész egy 2004-ben elhangzott vélekedésére alapozva a 21. század első évtizedében terjedni kezdett az városi legenda, hogy a színek szabály szerint belülről kifelé olvasandóak, tehát kívül a zöldnek kell lennie. Ezt sokan kibővítik még azzal, hogy azért terjedt el „hibásan” a kokárda, mert anno Szendrey Júlia „elrontotta”. Eltekintve attól, hogy egy elrontott körbehajtás nehezen változtatta volna meg a „szabályt” – ha lett volna –, e vélekedés „igazolása” is nem több puszta indokolás nélküli felvetésnél.

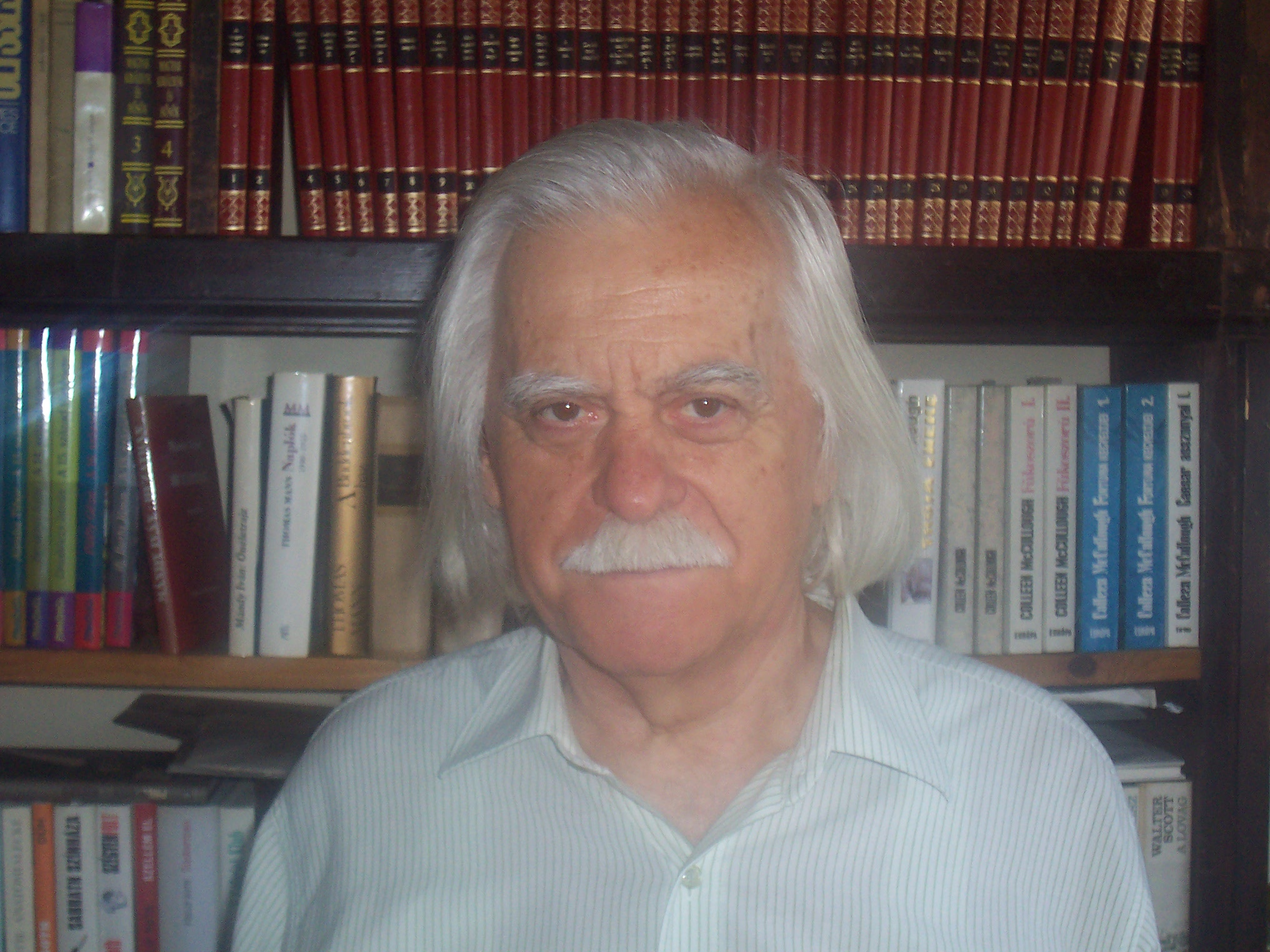
Katona Tamás történész, aki kikutatta, hogy Petőfi kokárdája "hibás" volt

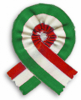
Nemzetiszínű szalagcsík vagy „szalaghal”

„… Ugye a kokárda úgy készül, hogy egy nemzeti színű szalagot meghajlítunk. Hogyha azt akarjuk, hogy kétoldalt piros-fehér-zöld jöjjön ki belőle, bizony itt a zöld kerül kívülre és a piros belülre. A kokárda mindig belülről kifelé olvasandó. De már 1848-ban a kokárdák többsége fordított volt. Kívül volt a piros, mert úgy csinosabb. Az olasz kokárda amit mi hordunk, mert ugye az osztrák fekete-sárga kokárdát is úgy hordták, hogy a katonának a csákóján egy sárgaréz lap volt és a közepén egy fekete gomb. Fekete-sárga. Tehát így kellene kinéznie a kokárdának.”

Katona Tamás
Katona Tamás itt, e szöveghelyen nem kokárdáról, hanem szalaghalról beszél. Állítása szerint azért kellene fordított állásban – kívül a zöld, legbelül a piros szín – elkezdeni a hajtást, hogy alul a két keresztben álló farkincánál ne fejtetőre állva legyen látható a szemnek megszokott színsorrend – vagyis azért legyen nagy szakaszon kifordítva a nemzetiszínű szalagcsík, hogy alul, egy jóval kisebb darabkán a szemnek megszokott formát mutasson. Ugyanakkor a közszolgálati protokoll szerint a helyesen meghajlított „nemzeti szalagon”, balról jobbra olvasandók a nemzeti színek.
Hermann Róbert történész szerint a korszakból ismert kokárdákon mindenhol kívül van a piros, belül a zöld.

## A harci repülőgépek katonai felségjele: a roundel

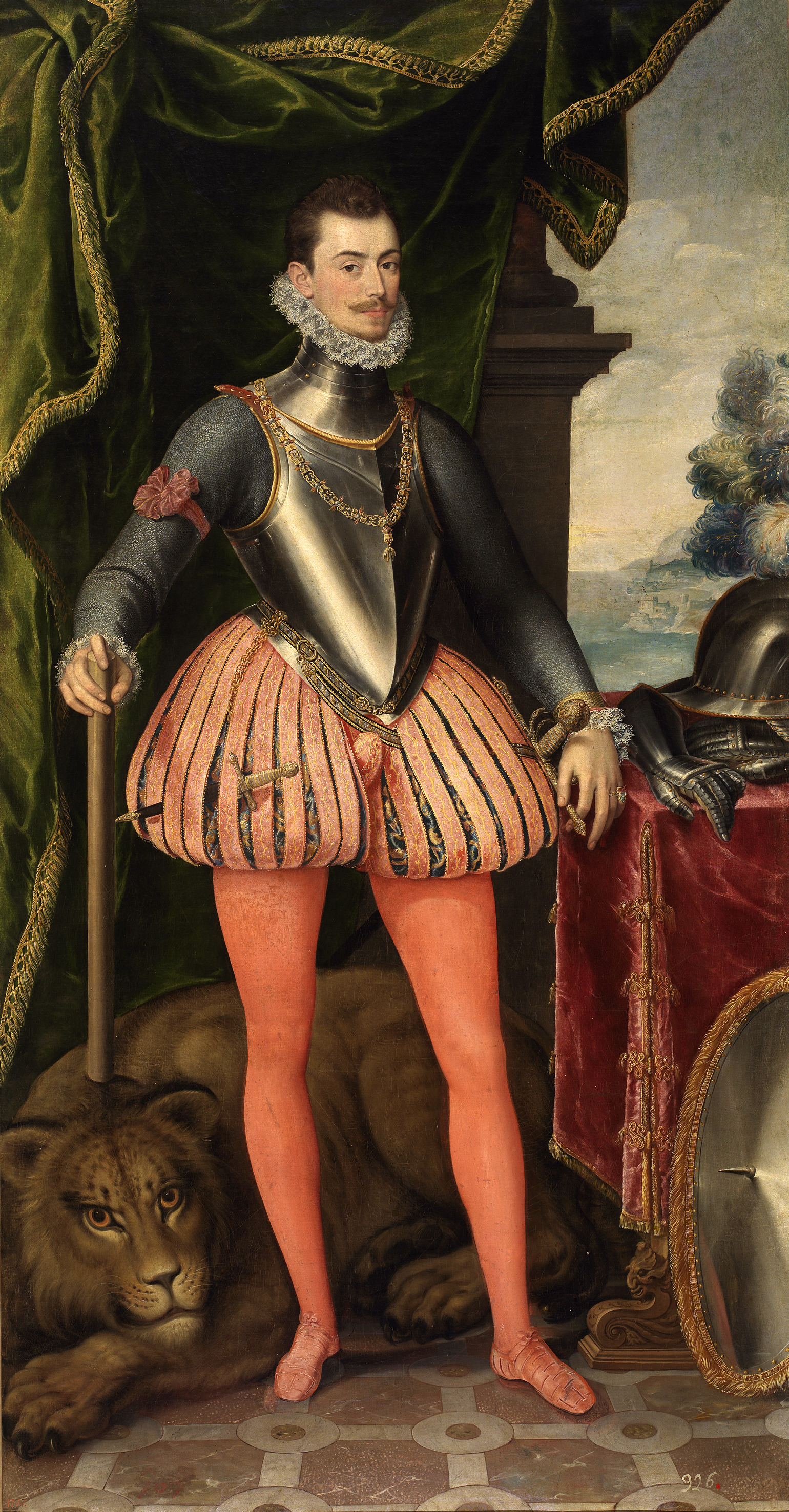
II. Fülöp spanyol király féltestvére Don Juan de Austria portréja,jobb karján a korabeli spanyol csapatok jele látható: a vörös kokárda (cucarda). 1571. október 7-én a keresztény hadak fővezéreként aratott győzelmet az oszmán flotta felett a lepantói tengeri ütközetben

Sokaknál ad félremagyarázásra okot az, hogy elkezdik igazolásként felmutatni a napjainkban elsősorban a harci repülőgépeken használt felségjeleket, amelyek az esetek meghatározó részében ugyancsak kör alakúak.
Egyes nyelveken – így a magyarban is – köznapi elnevezése ezeknek is „kokárda”, és bár eredetét tekintve valóban a francia trikolór kokárda adta hozzá a mintát, ezek speciális, kimódolt, egyezményen alapuló katonai ábrák – katonai repülési felségjel, angolul military aircraft insignia.
Létrejöttük alapja az 1904. évi hágai egyezmény. A nemzetek meghatározott harceszközein – mindenekelőtt a repülőeszközökön és harcjárműveken – a hágai egyezmény alapján alkalmazott felségjel olyan egyedi megkülönböztető jelzés, amely az adott harci eszközt hadrendbe állító állam és fegyveres ereje egyértelmű felismerhetőségét fejezi ki.
1899-ben és 1907-ben két nagy átfogó nemzetközi konferenciára került sor Hágában, amelyeken a részt vevő államok számos, a modern korszakot érintő nemzetközi jogi kérdést kívántak rendezni. A technikai harceszközöknek – különösen a repülés eszközeinek – fejlődésével az európai nemzetek között felmerült az 1900-as évek elejére, hogy egy esetleges katonai konfliktus esetére a hadszínterek felett – és a hátországokban is megjelenő – repülőpép katonai hovatartozása egyértelműen felismerhető és beazonosítható legyen.
A felségjel használatát az 1907. évi II. nemzetközi hágai békeértekezleten elfogadott hadijogi tárgyú egyezmény írja elő, amely szerint a hadviselő felek:
„ … meghatározott és messziről felismerhető, megkülönböztetett jelzést viselnek.”
Az egyezmény nem határozta meg a megkülönböztető jelek formáját, méreteit, színösszeállítását, ezért azok különböző módokon, gyakran a különböző szövetséghez való tartozás jegyében alakultak ki.
Legelsőnek a francia légierő festett fel gépeire nemzeti azonosító jelet, alapul véve a forradalmak korában már használt kokárda – kör – formát 1909-ben. A német légierő gépeire 1910-ben kerültek fel az első jelek, ők a hagyományosnak mondható birodalmi keresztet festették fel. Őket követték az angolok 1912-ben, akik a franciákhoz hasonlóan szintén körjelben tüntették fel nemzeti színeiket. Nagyjából ez idő tájt jelentek meg olasz repülőgépeken az első felségjelek, majd 1919-ben, a Tanácsköztársaság alatt az első önálló magyar ábra. Ezzel ki is kristályosodtak a katonai repülési felségjelekre elképzelt formák: vagy körjel, az adott ország nemzeti zászlójából leképezve, vagy ábra, amely szintén határozottan utal az adott államra, és a kettő kombinációjából képzett ábra, amely magába olvasztva mutatja a nemzeti színeket.
Mindhárom variánst közhasználatú elnevezéssel kokárdának lehet mondani, így a ma is használatos magyar katonai repülési felségjel, a nemzetiszínű hegyesszögű háromszög is kokárda!

Az iráni roundel, a katonai felségjelzés
A magyar roundel,[82] amely az összetévesztés lehetősége miatt nem körjel, hanem egy ék alakú, a magyar nemzeti színek sorrendjét mutatja a mai magyar katonai repülőgépeken
Az olasz roundel, a katonai felségjelzés egyik változata
Az olasz roundel, a katonai felségjelzés egyik változata[83]

## A rúdszabály
A franciáknál már a napóleoni időkben elkezdődött a nemzeti zászló „szabályos” megjelenítésének kimunkálása.1793-ban megbízták Etienne-Nicolas de Calon tábornokot, hogy dolgozza ki az új zászlók és szabványok tervét Franciaország újjászervezett fegyveres erői számára. A katonai felségjelekhez történő zászló-átíráshoz valamiféle egyezményes szabályt kellett kreálni. Ilyennek bizonyult a zászlóprotokollból vehető úgynevezett „rúdszabály”. Alapvetően három nemzeti zászlóösszetétel létezik: a vízszintesen sávozott (ilyen a magyar zászló), a függőlegesen sávozott (francia zászló), és a címerkép forma (ilyen az angol zászló). A vízszintesen sávozott zászló, rögzítve a zászlórúdon, a szemlélőhöz képest bármerre is fordul, mindig felismerhető a színsorrendje, hiszen azt fentről lefele kell olvasni. Ugyanez a helyzet a címerkép-zászlókkal is. De hogyan határozható meg a függőlegesen sávozott zászlóknál a színsorrend? Hiszen annak sávozásainak olvasata annak megfelelően, hogy a szemlélőhöz képest merrefelé fújja a szél, változnak. Ezért a függőlegesen sávozott zászlókat mindig „belülről kifelé”, azaz a zászlórúdtól kifelé kell olvasni. Ezt vették alapul a franciák körjelük megalkotásánál, és ezt veszik alapul azok az államok, amelyek függőleges sávozású zászlójuk színeit kívánják felségjelként megjeleníteni. Míg a vízszintesen sávozott zászlót képzeletben körbehajlítják, addig a függőlegesen sávozottat a rúdnál fogva körbeforgatják. Ennek megfelelően alkalmasint lehet ugyanolyan kinézetű körjele két olyan államnak, amelyiknek vízszintesen illetve függőlegesen sávozott zászlóinak színei megegyeznek, de fordított olvasatúak: olasz; zöld-fehér-piros és a magyar; piros-fehér-zöld.
Maradva még a zászlóprotokollnál: ha a vízszintes sávozású zászlót keresztrúdra téve függesztik fel (elfordítják kvázi függőleges sávozásúvá), akkor a kezdő legfelső színnek kell a vele szemben álló szemlélő felől nézve a bal oldalra kerülnie.

## Más nemzetek kokárdái

A mexikói kokárda

Az olasz és magyar kokárda

Az iráni kokárda

A paraguayi kokárda

A spanyol kokárda

A szlovén kokárda

- Argentína – világoskék-fehér-világoskék
- Ausztria – piros-fehér-piros (1918 előtt: fekete-arany)
- Belgium – fekete-sárga-piros
- Bolívia – zöld-sárga-piros
- Bulgária – piros-zöld-fehér
- Brazília – kék-sárga-zöld
- Chile – kék-fehér-piros, közepén egy ötágú ezüst csillaggal
- Kolumbia – sárga-kék-piros
- Dánia – piros-fehér-piros
- Ecuador – piros-kék-sárga
- Észtország – fehér-fekete-kék
- Finnország – fehér-kék-fehér
- Franciaország – kék-fehér-piros
- Gabon – zöld-sárga-kék
- Németország – fekete-piros-arany (1871–1945 között: piros-fehér-fekete)
- Nagy-Britannia
  - Stuart-ház: narancssárga
  - Hannover-ház: fekete
- Görögország – kék-fehér
- Irán – piros-fehér-zöld
- Írország – zöld-fehér-narancssárga (1922 előtt: zöld vagy égkék)
- Olaszország – zöld-fehér-piros
- Japán – piros, fehér szegéllyel
- Mexikó – zöld-fehér-piros
- Monaco – piros-fehér
- Hollandia – narancssárga
- Norvégia – piros-fehér-kék-fehér
- Paraguay – kék-fehér-piros
- Peru – piros-fehér-piros
- Lengyelország – fehér-piros
- Portugália – zöld-piros (1820 előtt kék-piros, 1820–1910 között kék-fehér)
- Románia – kék-sárga-piros
- Oroszország –
  - Hadsereg – fekete-narancssárga-fekete-narancssárga (Szent György-kereszt szalag színei)
  - Rendőrség – piros-kék-fehér
- San Marino – fehér-kék
- Spanyolország – piros-sárga-piros
- Svédország – sárga-kék-sárga
- Törökország – piros-fehér-piros
- Amerikai Egyesült Államok – fehér-kék-piros
- Uruguay: fehér, négy kék körrel
- Venezuela – piros-kék-sárga
- Szerbia – piros-kék-fehér